# سون يات سين
سون يات سين (12 نوفمبر 1866 – 12 مارس 1925) (الصينية المبسطة: 孫逸仙، البينيين: Sun Yixian). قائد سياسي وفيلسوف ومنظر ثوري صيني. قام سين عام 1912م بتشكيل حكومة مؤقتة في الصين بعد الإطاحة بأسرة تشينج التي حكمت الصين من عام 1644م حتى عام 1911م،
وأعلن قيام الجمهورية في الصين عام 1913م. يُعد سين أول رئيس لجمهورية الصين ومؤسس الكومينتانغ، وفي جمهورية الصين الشعبية هو مؤسس جمهورية الصين الحديثة. وبكونه مؤسس الجمهورية، يطلق عليه في جمهورية الصين «أبو الأمة»؛ و«رائد الثورة الديمقراطية» في جمهورية الصين الشعبية. لعب سين دورًا محوريًا في الإطاحة بأسرة تشينج خلال السنوات العشر التي سبقت ثورة شينهاي. وقد شغل منصب الرئيس المؤقت لجمهورية الصين عند إنشاءها عام 1912. وفي وقت لاحق، أسس سين الكومينتانغ ورأسه من العام ذاته. ساهم سين كثيرًا في توحيد الجهود في فترة ما بعد الإمبراطورية الصينية، وظل أحد أبز السياسيين في القرن العشرين؛ فحظي بإعجاب الكثيرين في جميع أنحاء البلاد.
وعلى الرغم من نجاح سين الباهر في تأسيس الجمهورية الصينية الحديثة، فإن حياته السياسية كانت سلسلة من النضال المستمر والتهجير المتكرر. فبعد نجاح الثورة، استقال سين من منصبه كرئيسًا للجمهورية بسبب الضغوطات من جَيش سلالة تشينغ؛ ليترأس العديد من الحكومات المتتالية التي تحدت قادة المليشيات الذين يحكمون البلاد. لم يحالف سين الحظ ليعش طويلًا حتى يشهد قوة حزبه خلال الحملة العسكرية الشمالية التي قادها شيانج كاي شيك. وبعد وفاته، انقسم حزبه بسبب تحالف هش مع الشيوعيين. لكن يكمن إرث سين في فلسفته السياسية المعروفة ب«ركائز الشعوب الثلاث»: القومية، الديمقراطية، وأحوال الشعوب.

## أسماء
إن الاسم الأصلي لسين هو صن ون (الصينية: 孫文)، واسمه من حيث النسب صن ديمن (الصينية: 孫德明). وفي الصغر، كان له اسم ديجان (الصينية: 帝象) وتدليلًا لاسمه كان يدعى زاي تشي (الصينية: 載之)، واسمه عند تعميده نيسين (الصينية: 日新). ولما كان سين في مدرسته بهونغ كونغ، كان يدعى يات سين (الصينية: 逸仙). وكان أشهر أسماؤه الصينية هو اسمه صن جونشان (الصينية: 孫中山) الذي حصل عليه من صديقه الياباني ميازاكي توتين.(Tōten Miyazaki).

## نشأته

### مسقط رأسه وبداية ميلاده

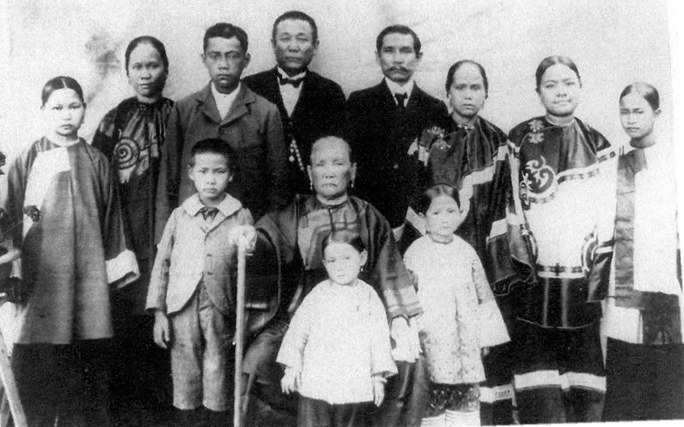
صورة لسين مع عائلته

وُلد سن ياتسن في نوفمبر سنة 1866،  في قرية سي خن سوين (الصينية: 翠亨村) بمقاطعة شيانغشان. بإقليم كوانتنج، وقيل: إن أباه كان من أعضاء جماعة التايبنج المسيحيين الذين يؤمنون بمذهب زعيم الجماعة في المسيحية، ومنه ادعاؤه أنه أخ صغير للسيد المسيح، وقيل غير ذلك إنه كان من أعضاء الجماعة ولم يؤمن بنحلتها الدينية. تنحدر أصول سين من عرقية هاكا.
وكان مولد سن ياتسن في الجنوب تأثيرًا كبيرًا في نشأته؛ إذ كان الجنوب يعادي الأسرة المالكة التي كان فريق من أهل الشمال يتعصبون لها، لمجيئها من الشمال ومقام ذويها وأتباعها في عواصمه وقراه، وإذ كان الجنوب أقرب إلى الحرية والحضارة الحديثة وأكثر اختلاطًا بأمم العالم واطلاعًا على شئونها، إما بمعاملة الوافدين إلى الموانئ الجنوبية وإما بالرحلة إلى الديار الخارجية.

### سنوات التعليم
سلك سين مشواره التعليمي في العاشرة من عمره. كان تعليمه المدرسي تعليمًا عصريٍّا رشحه لقيادة الجيل المعاصر من نابتة المدرسة الحديثة من خريجي الغرب واليابان والمعاهد الصينية المترقية.كان والده فلاحًا وأخوه تاجرًا من أصحاب المعاملات في الخارج، فدرج وهو يعرف متاعب الفلاح الصيني ومتاعب التجارة الصينية أمام المزاحمة الأجنبية مستغنيًا بالمشاهدة عن التعليم، وأراد أبوه وأخوه أن يعداه لحياة غير حياة الزراعة والتجارة، وكان أخوه يتجر في هنولولو فطلب إلى أبيه أن يرسله إليه تخفيفًا عن الأسرة وتمكينًا للصبي الصغير من تعليم أصح وأوفى من التعليم الذي يتهيأ لمثله في بلاده، فوصل إلى هنولولو وهو يناهز الثالثة عشرة فانتظم سين بمدرسة أيولاني حيث درس سين اللغة الإنجليزية، والرياضيات، والعلوم، والمسيحية. والجدير بالذكر أنه أظهر براعة في تعلم اللغات خاصة اللغة الإنجليزية. كانت أيولاني مدرسة حديثة يديرها الآباء الإنجيليون، وقضى ثلاث سنوات قيل: إنه اطلع خلالها على بعض الكتب المسيحية فمال إليها وأبلغ أخاه رغبته في التنصر، فبادر هذا وأعاده إلى بلده ولم يشأ أن يتسلمه من أبيه على دين أجداده وأن يعيده إليه وقد صبأ إلى دين آخر، إلا أن الصبي كان شديد المراس من صغره وكان أساتذته يشكون من عناده ويعاقبونه على مخالفاته، فلم يكن جنوحه إلى المسيحية بتلقينهم وتشجيعهم، بل بمحض مشيئته واعتقاده، فلما قفل إلى قريته أصر على عقيدته وتعمد الجهر بمخالفة العقيدة الموروثة عسى أن يقصيه أبوه عن القرية إلى مدينة يتمم فيها دروسه على المناهج العصرية.
قضى سين أخر سنواته في أيولاني عام 1882، ليلتحق بجامعة أوهايو.
وفي تلك الأثناء، كان الناس يتحدثون بثورة التايبنج وأنصار هذه الثورة يلوذون بالجنوب، بعد القضاء على حركتهم واتفاق الدول الصينية والدول الأوروبية على مطاردتهم واستئصال بقاياهم. وقُضي على الحركة يومئذ ولم يقض على جماعاتها السرية التي تغلغلت بين قرى الشمال والجنوب من أقصى الأقاليم الصينية إلى أقصاها. وكان من الطبيعي أن تلوذ بالجنوب؛ لأن العطف فيه على الحركات الثورية أعظم وأصدق، ولأن الأنصار المؤيدين فيه للأسرة المالكة أقل وأضعف. ففتح سن وين الصغير أذنيه على أخبار الثورة، وفتح عينيه خفية على تنظيماتها ولجانها، وقاده تطلع الطفولة قسرًا إلى استبطان أسرارها واستقصاء أحوالها وتواريخها. كانت تلك الفترة محل نشأة العديد من الجماعات السرية في العديد من البلاد الصينية؛ وأشهر هذه الجماعات في العصور الوسطى — جماعة الزنبقة البيضاء — نشأت الوطنية «منج» على أيام الأسرة المغولية، وعادت إلى الظهور على أواخر أيام أسرة فاجتاحت الأقاليم الجنوبية وخمدت ثورتها بعد أن قُتل عشرون ألفًا من أعضائها. وفي القرن التاسع عشر تجددت هذه الجماعة ونشأت إلى جانبها جماعة الثالوث، أي: الإخوة الكبار، وكانت «كولاوهوي» إشارة إلى السماء والأرض والإنسان، وجماعة تعيث في جوانب الأرض انتقامًا من الأسرة المالكة وإزعاجًا لها، ولكنها لم تكن ذات برنامج سياسي أو خطة مرسومة لولاية الحكم بعد سقوط الأسرة الحاكمة، ومن لجانها طائفة كبيرة ناصرت الحركة الوطنية بعد إعلان الجمهورية. ولم ينقطع تأليف هذه الجماعات بعد انهزام جماعة التايبنج، فنشأت جماعة الملاكمين، ونشأت بعدها جماعة الحواجب الحمر، ونشأت هنا وهناك جماعات إقليمية للدفاع أو للهجوم. فنشأ سن ياتسن في صباه وهو يحلم بتأليف جماعة من هذه الجماعات.
عاد سين إلى مسقط رأسه في العام 1883 وعمره يناهر ال 17. وهناك قابل صديق طفولته لو هاودونج. وهناك وجدوا أن أهلي القرية يعبدون إله الإمبراطورية في أحد معابد القرية؛ فأثار ذلك سخطهم، وحطموا هذا التمثال. سبب ذلك غضب عارم في جميع أرجاء القرية، فهاجر الصبيان إلى هونغ كونغ.
وفي عام 1886، درس سين الطب في مشفى كانتون. وهناك، رآه هناك طبيب يدعى جون كير من أعضاء البعثة البروتستانتية الأمريكية فنصح له بدراسة الطب، وأرسله إلى هونغ كونغ ليتعلم الطب في مدرستها الكلية، فتخرج منها سنة 1892، وانتقل إلى مكاو وهي تابعة للحكومة البرتغالية، لمزاولة الصناعة فيها، فلم تمهله حكومتها أن أمرته بمغادرتها متذرعة بما اتصل بها عن نشاطه السياسي، وكارهة في الواقع أن تفتح على أطبائها باب المنافسة من طبيب صيني متخرج من مدرسة إنجيلية، ولم يلبث بعد أن عاد إلى كانتون أن ابتدأ دعوة الإصلاح بعريضة مفصلة اقترح فيها على حكومة بكين تعميم المدارس الزراعية على النمط الحديث، فطوت الحكومة هذه العريضة ولم يكسب منها الفتى المصلح إلا أنهم أضافوا اسمه إلى السجل الأسود، وفرضوا الرقابة على حركاته وعلاقاته.
وجديرًا بالذكر أن من بين اثنى عشر تلميذًا، كان سين أحد اثنين تخرجوا من الكلية.

## عمله السياسي

### المنتزعون الأربعة

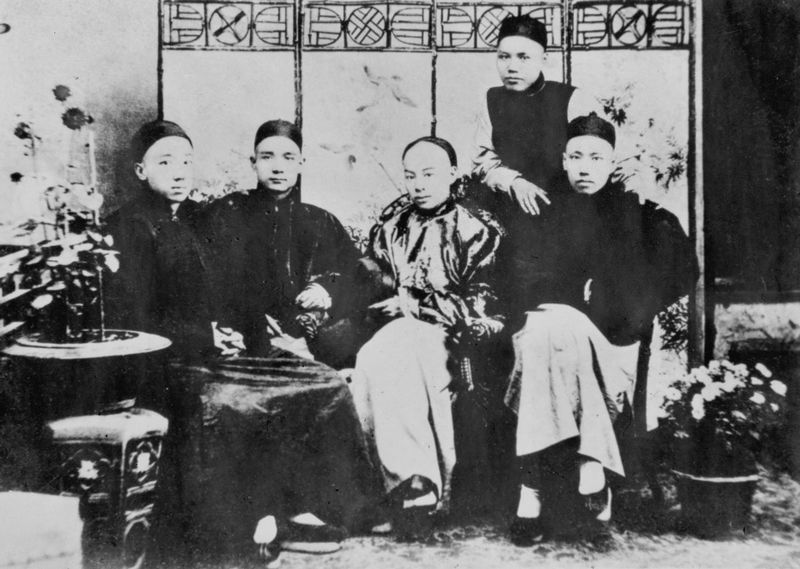
سين وسط رفاقة الثوريين "المنتزعون الأربعة" حيث يظهر الثاني من جهة اليسار

خلال تمرد أسرة تشينغ حوالي العام 1888، شكل سين ورفاقه الثوريين جماعة المنتزعون الأربعة في كلية الطب هناك. كان ذلك نتاج إحباط شديد أصاب سين بسبب تزمت حكومة تشينغ المحافظة لاعتماد وسائل المعرفة التي انتهجتها الدول الغربية المتقدمة؛ فاعتزل دراسة الطب وكرس وقته لمحاولة تغيير وطنه.

### جمعية إحياء الصين
بدأ سن ياتسن دعوته بعد أن تخرج من الكلية الطبية وتفرغ للدعوة السياسية في السادسة والعشرين من عمره. وقد بدأها في الواقع قبل ذلك بسبع سنوات على أثر الهزيمة التي مُنيت بها جيوش الدولة العتيقة أمام فرنسا سنة 1885 إلا أن دعوته لم تجاوز يومئذ أصحابه وزملاءه، ولم تكن عدتهم أولًا تزيد على أصابع اليد الواحدة، ثم ازدادوا سنة بعد سنة، وجاءته الزيادة من البلاد التي احتلها الأجانب أو البلاد التي وصل إليها الصينيون الذين ضاقوا بالعيشة في وطنهم فهجروه إلى البلاد الآسيوية. وراح يجمع المال من الجاليات الصينية وينفقه على شراء السلاح، وتأتى له في حملة واحدة أن يدس إلى داخل البلاد خمسمائة مسدس لتسليح أنصاره وابتداء الثورة بالشغب والمناوشة، فتنبهت إليه جواسيس الحكومة وقبضت على طائفة من أصدقائه قتلتهم بعد محاكمة سريعة، وأعملت التنكيل والتشريد في بقيتهم آخذة بالشبهة حينًا وبغير شبهة في كثير من الأحيان.
دخل سن ياتسن مدرسة الطب وهو يؤلف الجماعات لتجديد الصين وإصلاحها، ويجعل مهمته الكبرى تجديد الصين لا مجرد الاشتغال بالسياسة والحملة على الحكومة.
ولعله لم يتعمد أن يتعلم الطب ليستفيد منه التفكير على الأسس العلمية ... ولكنه — تعمد ذلك أو لم يتعمده — قد استفاد هذا التفكير فعلًا وظهرت آثار النظرة العلمية في جميع مباحثه ودراساته، فقد يصيب فيها أو يخطئ، ولكنه لا يزن الأمور بغير الميزان السليم من الوجهة العلمية. وقد اشتغل بالطب فترة قصيرة بعد تخرجه من المدرسة، ولكنه لم يستطع أن يجمع بين التخصص للطب وبين التنقل لنشر الدعوة وتأليف اللجان وجمع المال واجتناب المطاردين والمقبلين، وشغلته السياسة بدروسها ومطالعاتها كما شغلته بمساعيها وتنظيماتها، فلم يكن ينتقل من بلد إلى بلد إلا بصحبة كتاب أو عدة كتب من مراجع الدساتير وأنظمة الحكم وأخبار الثورات في الأمم المختلفة، حتى وعى من هذه المعلومات ما تضيق به صدور المتخصصين والمتفرغين.
في عام 1891، التقى سين برفاقه الثوريين خلال دراسته الطب بهونغ كونغ بما في ذلك يونغ كو وان -زعيم جمعية فيورن الأدبية. كانت تلك المؤسسة تدعو بشراسة للإطاحة بأسرة تشينغ الحاكمة. وفي عام 1894، قدم سين عريضة من 8,000 حرف إلى نائب تشينغ المدعو لي هونغ تشانغ لعرض افكاره عن التحول بالصين إلى الحداثة. سافر سين إلى تيانجين بنفسه لتسليم عريضته إلى لي؛ غير أنها لم تجد حسن القبول. ومن ثم، تحولت أفكار سين إلى الثورة. سافر سين إلى هاواي وأسس «جمعية إحياء الصين»، للنهوض بالصين نحو التقدم والرخاء. تم اختيار أعضاء الجمعية من المغتربين الصين من ذوي الطبقات المطحونة. وفي الشهر نفسه من العام 1894، تم الدمج ما بين «جمعية فيورن الأدبية» و«جمعية إحياء الصين». وعليه، أصبح سين أمين تلك الجمعية، في حين ترأسها يونغ كو وان. وتمت تغطية أنشطتها الفعلية في هونغ كونغ تحت مسمى شركة كيانهن (الصينية: 乾亨行).
كانت السنوات الخمس من هذه السنة 1895 إلى سنة 1900 كما سماها سنوات انهيار، ثم كان بناء الحركة من جديد بعد ثورة الملاكمين، وكان في هذه المرة ينظم جيشًا مسلحًا ولا يقنع بتأليف اللجان والجماعات، واستعان على تنظيم الجيش بضباط من اليابان وآحاد هنا وهناك من الأوروبيين المغامرين، واستعان على النفقة الكبيرة بجمع الأموال من الجاليات الصينية في البلاد الآسيوية والأمريكية والأوروبية، وأخذت الهبات من أهل الصين تتوالى عليه غير مقصورة على الجنوبيين أو المقيمين بالأقاليم المحتلة، هزم جيش الدولة، وكان وشيكًا أن يزحف إلى «بنلي» فانتظم له سنة 1907 جيش في العاصمة منتصرًا لو لم تخذله الحكومة اليابانية الجديدة وتمنع تزويده بالسلاح وتحرم على المتطوعين إمداده بالجند والمال.
وبهذه السمعة التي راحت تضخم يومًا بعد يوم حق له أن يخاطب الدوائر السياسية والدوائر الاقتصادية باسم الصين المقبلة، ويحذر المصارف والشركات من معاملة الحكومة القائمة؛ لأنها شبح ميت يوشك أن يطويه الغد القريب. وكانت تحذيراته هذه إحدى العقبات التي أوصدت على حكومة بكين وجوه الحصول على القروض، وهي في أمس الحاجة إليها.

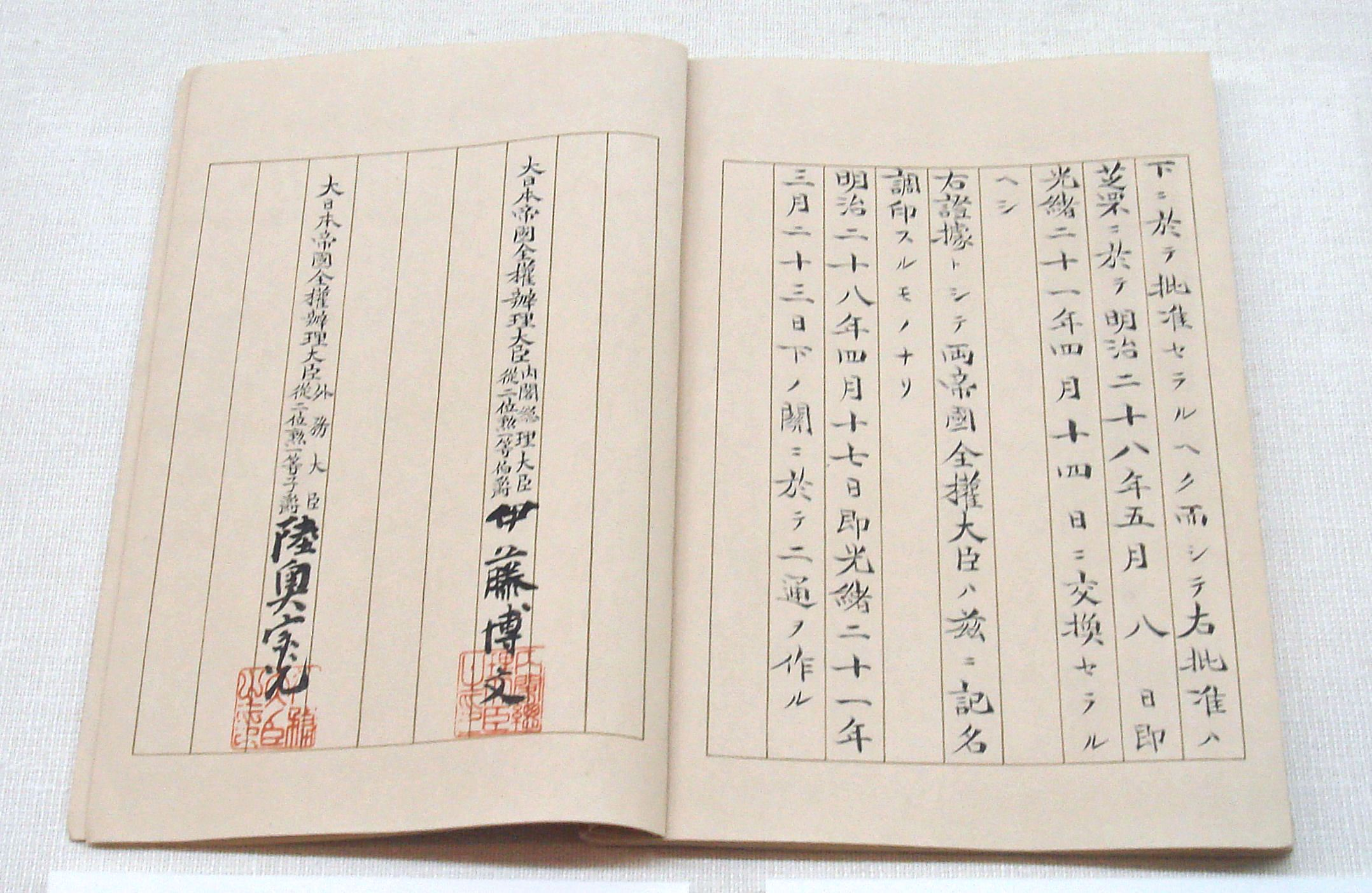
وثيقة السلام بعد الحرب اليابانية - الصينية الأولى

### الحرب الصينية-اليابانية الأولى
في عام 1895، تجرعت الصين آلام الهزيمة خلال حربها الأولى مع اليابان. وخلف ذلك اتجاهيين؛ أولهما فريق يرى أن أسرة تشينغ يمكنها استعادة شرعيتها بتحقيق الحداثة؛ والثاني يرى أن الإطاحة بأسرة تشينغ سيتسبب في فوضى عارمة يترأسها الإمبرياليين والمثقفين أمثال هون ياو واي (الصينية:康有為)، وليان تشي تشاو (الصينية: 梁啟超) حظوا باهتمام خاصة بعد فشل أسرة تشينغ في تحقيق خطة ال104 يوم للإصلاح. وفي منحى آخر، سعى سون يات سين وآخرون أمثال زو رونج في خلق ثورة من شأنها الإطاحة بنظام الأسرات وإقامة الجمهورية الصينية الحديثة. كان ذلك في غضون الفشل الذريع في تحقيق خطة ال104 يوم للإصلاح عام 1898.

## ثورة ونفي

### انتفاضة قوانتشو الأولى
بعد سنتين من تأسيس جمعية إحياء الصين في السادس والعشرين أكتوبر 1895، بدأ أعضاؤها بانتفاضة شينهاي الأولى ضد عائلة تشينغ. قاد تلك الانتفاضة من هونغ كونغ، يونغ كو وان. لكن الانتفاضة فشلت؛ بسبب تسريب خطط التظاهر واعتقال الحكومة الصينية أكثر من 70 عضوًا من بينهم لو هاو دون. تلقى سين دعمًا ماليًا من أخيه الذي باع معظم أراضي مزرعته ومعظم ماشيته لهذا الغرض.

### نفي إلى اليابان
أثناء إقامة سين في منفاه باليابان، تصادق مع الثوري الديمقراطي ميازاكي توتين، الذي طالما ساعده بالمال. كان الدافع وراء مساعدة أغلب اليابانيين لسين هو خوفهم من تفشي الإمبريالية الغربية في عموم آسيا. التقى سين أيضًا بماريانو بونس، الذي أصبح دبلوماسيًا بجمهورية الفلبين الأولى. وخلال الثورة الفلبينية، والحرب الفلبينية الأمريكية، ساعد سين بونس في شراء الأسلحة من الجيش الإمبراطوري الياباني، وشحنها إلى الفلبين. كان السبب وراء تلك المساعدة هو طموح سين، حال استقلال الفلبين، أن يأخذ من الفلبين نقطة انطلاق لثورة أخرى. لكن بحلول يوليو من العام 1902، خرجت أمريكا منتصرة في حرب دامت ثلاث سنوات ضد قيام الجمهورية الفلبينية. ولذلك، تلاشى كل من حلم الفلبين في الاستقلال، وحلم سين في الثورة.

### حراك هويتشو
في الثاني والعشرين من أكتوبر 1900، بدأ سين في حراكه الثاني لمهاجمة هويتشو -أحد مدن الصين- والسلطات المحلية بها الواقعة في مقاطعة غوانغدونغ. جاء ذلك بعد خمس سنوات من انتفاضة غوانغدونغ الأولى. لكن هذا الحراك لاقى الفشل أيضًا. لبى ميازاكي المشاركة في هذا الحراك مع سين، واصفًا هذا الجهد الثوري ب«حلم ال 33 عامًا» (الصينية: 三十三年之夢).

### نفي إضافي

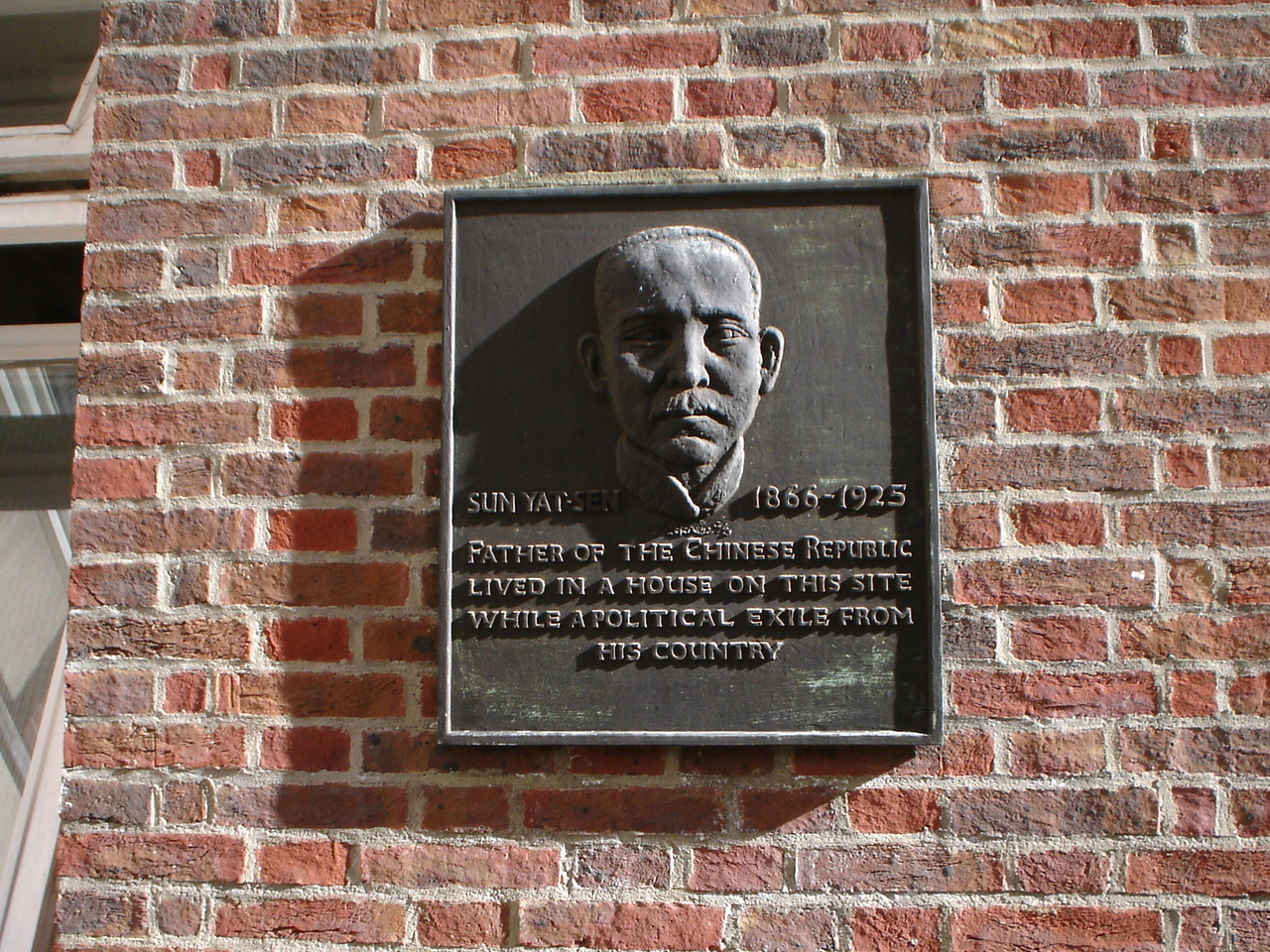
لوحة كُتب عليها مكان إقامة سين في لندن أثناء منفاه

لاقى سين النفي ليس في اليابان فقط، ولكن في الولايات المتحدة وكندا وأوربا. عرض سين المال للنهوض بجمعيته الثورية، وتشجيع الانتفاضات في الصين. وفي عام 1896، اُعتقل سين في المفوضية الصينية بلندن، حيث خططت المخابرات الصينية لاغتياله. وبعدها ب12 يومًا، تم إطلاق سراحه بجهود من جيمس كانتليه، صحيفة «ذي تايمز»، ووزارة الخارجية البريطانية. كان كانتليه معلم سين السابق بكلية الطب في هونغ كونغ، وقد حافظ على صداقة طويلة الأمد معه، وكتب عنه سيرة ذاتية فيما بعد.

### جمعية السماء والأرض
والمعروفة باسم جمعية تيان دي (الصينية: 天地會). وفي مواضع أخرى يشار إليها باسم «منظمات التعاون الثلاثة» أو «الثلاثية»؛ أنشأها سين بغرض الاستفادة من رحلاته عبر البحار لكسب المزيد من الدعم المالي لثورته. كان سين بحاجة لكيفية دخول إلى الولايات المتحدة في وقت صُدر فيه قانون استبعاد الصينيين 1882. لكن في أول محاولة لفعل ذلك، سيتم اعتقال سين في الولايات المتحدة. وبعدها ب17 يومًا، اُفرج عن سين بكفالة. في مارس 1904، بينما كان يقطن سين في حي كولا بجزيرة ماوي، حصل على شهادة صادرة من إقليم هاواي تفيد بمولده في هاواي يوم 24 نوفمبر، 1870. لم يستخدمها سين إلا لغرض التحايل على قانون استبعاد الصينيين عام 1882. وفي السجلات الأمريكية، فإن سين أمريكي الجنسية، انتقل مع عائلته في سن الرابعة إلى الصين، وعاد إلى هاواي بعدها ب 10 سنوات.

## الثورة

### جمعية التحالف الثوري الصيني

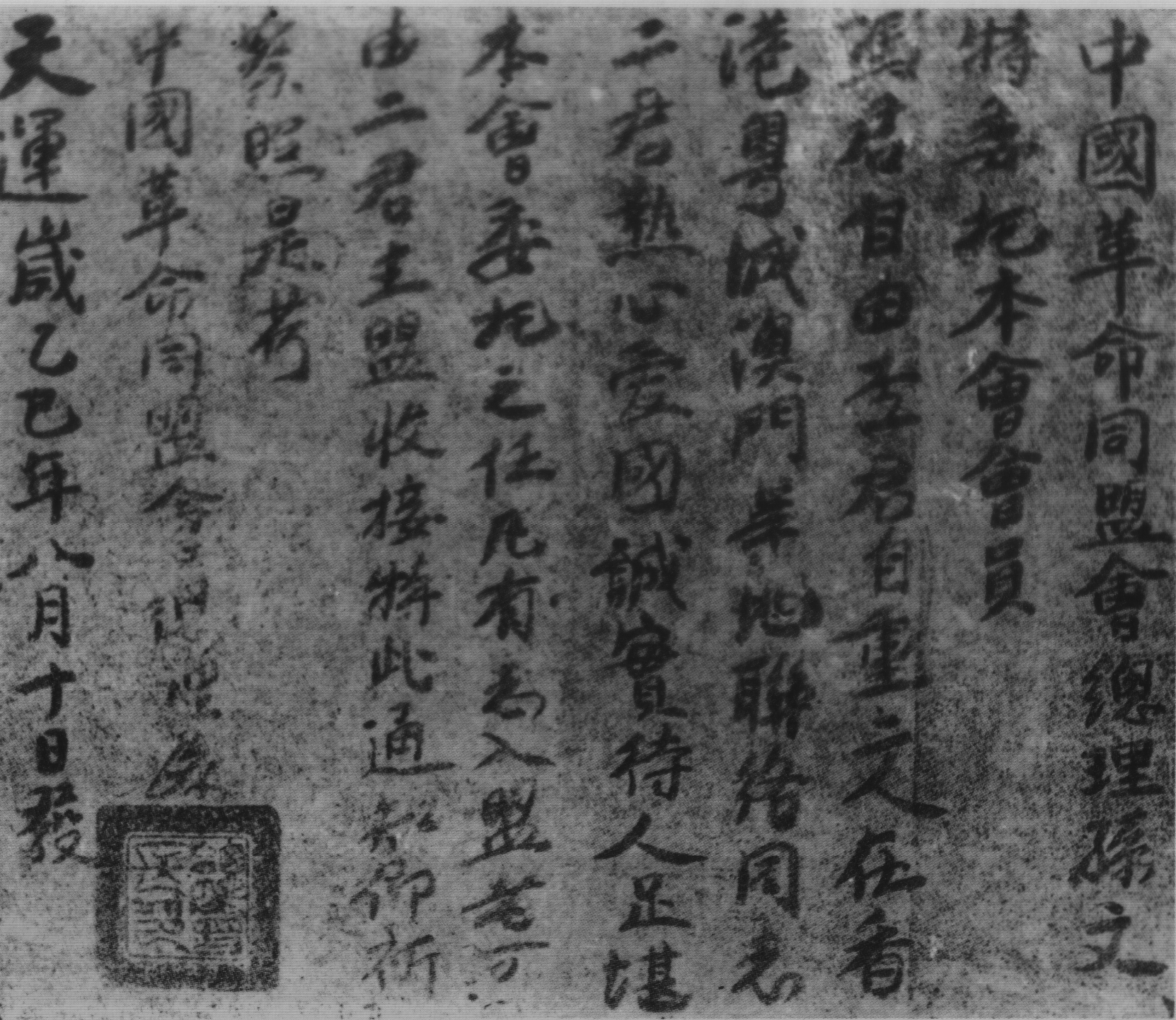
وثيقة تدشين جمعية التحالف الثوري الصيني الرسمية عليها توقيع سين

في عام 1904، كان سين يهدف نحو: «الإطاحة بأسرة تشينغ، إحياء الصين، إقامة الجمهورية، توزيع الأراضي على قدم المساواة بين الناس.» (الصينية: 驅除韃虜, 恢復中華, 創立民國, 平均地權). وجاءت فلسفته في مبادئه الثلاثة — وهي مبادئ القومية والديمقراطية والرفاهية. في العشرين من أغسطس 1905، انضم سين للثوريين الصينيين الذين يدرسون في طوكيو، اليابان. ونتاج ذلك، أسسوا جمعية التحالف الثوري الصيني، الداعية للاحتجاجات في الصين. وبحلول 1906، بلغ أعضاؤها 963 شخصًا.

### دعم المالايا
غدى سين أكثر شهرة وشعبية فيما وراء حدود الصين، خاصة جنوب شرق آسيا حيث يقيم الكثير من الصينيين المغتربين في مالايا (ماليزيا وسنغافورة الآن). وعليه التقى سين بعددًا من التجار الصينيين المحليين أمثال تان تشور نام، ليم ني سوون؛ والذي مثل بدءَا لدعم مباشر من منطقة نانيانغ الصينية. وفي السادس من أبريل عام 1906، تم إنشاء فرعًا جمعية التحالف الثوري الصيني في سنغافورة، على الرغم من أن بعض السجلات ادعت إنشاؤها في أواخر العام 1905. كان مقر الجمعية يسمى «وان تشينغ يوان» (الصينية: 晚晴园). وفي تلك الأثناء، كانت سنغافورة مركزًا جمعية التحالف الثوري الصيني.

### انتفاضة شينهاي
بحلول ديسمبر عام 1907، قاد سين ثورة شينهاي ضد الأسرة الحاكمة الصينية عند «ممر الصداقة» -الحدود بين قوانغشي وفايتنام. وبعد سبعة أيام من القتال، فشلت الانتفاضة. ولقى العام ذاته فشل أربعة انتفاضات مختلفة كانتفاضة هوانغقانغ، وانتفاضة تشينتشو. وفي 1908، فشلت انتفاضتين أخرتين الواحدة تلو الأخرى هما انتفاضة تشين ليان وانتفاضة هيكو.

### التحرك ضد سين

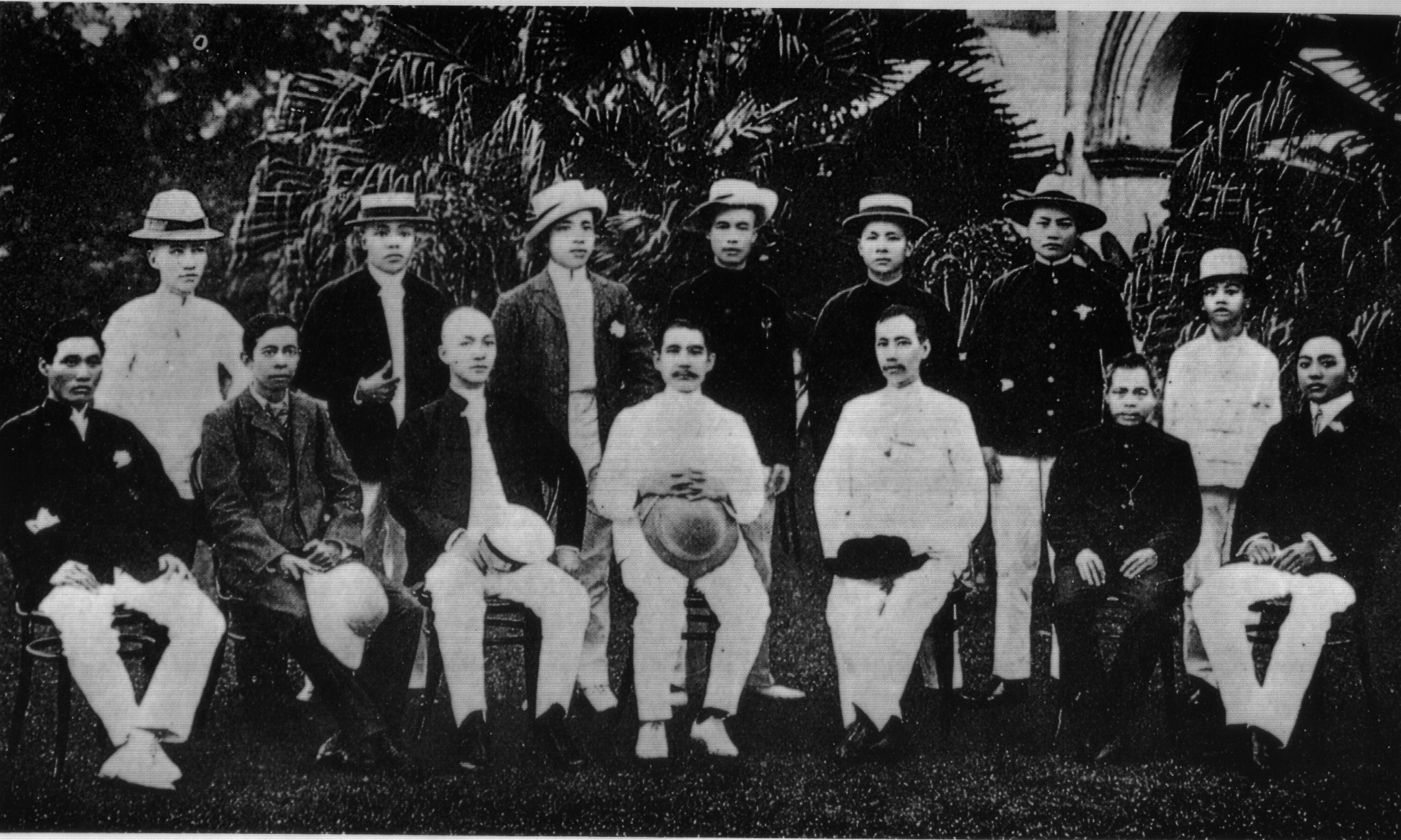
سين وسط أعضاء الحزب الثوري الصيني، سنغافورة

بسبب الإخفاقات المتتالية لسين، تطلع عددًا من الأشخاص داخل «جمعية التحالف الثوري الصيني» بالإطاحة به كزعيم للمنظمة. فبين عامي 1907-1908، أثار البعض الشكوك حول قانونية اعتماد سين زعيمًا للجمعية. ووزع كل من تشنغ زهانغ (الصينية: 陶成章) وتشانغ بينغ لين (الصينية: منشورًا علني بعنوان «الأعمال الإجرامية لصن يان سين إزاء ثوار جنوب شورق آسيا». وقد طبع هذا المنشور في بعض الصحف الإصلاحية مثل نانيانغ زونجوي باو. كان هدفهم هو الإطاحة بسين كزعيم حقق مكاسب مادية من وراء الانتفاضات.
وعلى إثر ذلك، انقسم الثوار ما بين مؤيد ومعارض لسين. دافع سين علنًا ضد الاتهامات بتلقيه مكاسب مادية جراء الانتفاضات. وبحلول التاسع عشر من يوليو 1910، تم نقل المركز الرئيسي لجمعية التحالف الثوري الصيني من سنغافورة إلى ولاية بينانق بسنغافورة للحد من التحركات ضد سين. وعلى إثر ذلك، قام سين وأنصاره بإطلاق أول صحيفة يومية تصدر بالصينية باسم «كون وا يا تي بو» (الصينية البسيطة: 光华日报)، في ديسمبر 1910.

### ثورة 1911
بغية إطلاق المزيد من الانتفاضات، أعلن سين في مؤتمر بينانق يوم 13 نوفمبر 1910 بمالايا حاجته للدعم المالي. وعليه أطلق الزعماء حملة واسعة للتبرع عبر شبه جزيرة الملايو. وارتفع المبلغ المُتبرع به ليصل إلى 187,000 دولار هونغ كونغي.
في السابع والعشرين أبريل من العام 1911، قاد هوانغ شينغ انتفاضة قوانغتشو الثانية المعروفة باسم «ثورة تل الزهور الصفراء» ضد أسرة تشينغ. فشلت تلك الانتفاضة بكارثة؛ حيث قُتل حوالي 72 من الثوار. ويذكر هؤلاء الثوار كشهداء في الصين. وفي العاشر من أكتوبر عام 1911، قادر هوانغ شينغ انتفاضة مسلحة في وتشانغ. وفي الوقت ذاته، كان سين لا يزال في منفاه. كان هوانغ قائدً لثورة أنهت نظام عمره 2000 عامًا لحكم الإمبراطوري في الصين. وعندما علم سين بنجاح الثورة ضد الإمبراطور تشينغ، عاد لتوه من الولايات المتحدة برفقة الجنرال هومر لي بتاريخ الحادي والعشرين ديسمبر 1911. تحولت تلك الانتفاضة إلى ثورة شينهاي أو «الثورة الصينية» التي أطاحت ببوئي -أخر إمبراطور يحكم الصين من سلالة تشينغ. وبعد هذا الانتصار في العاشر من أكتوبر، أصبح يعرف باسم «العيد الوطني الصيني» أو «العشرتين».

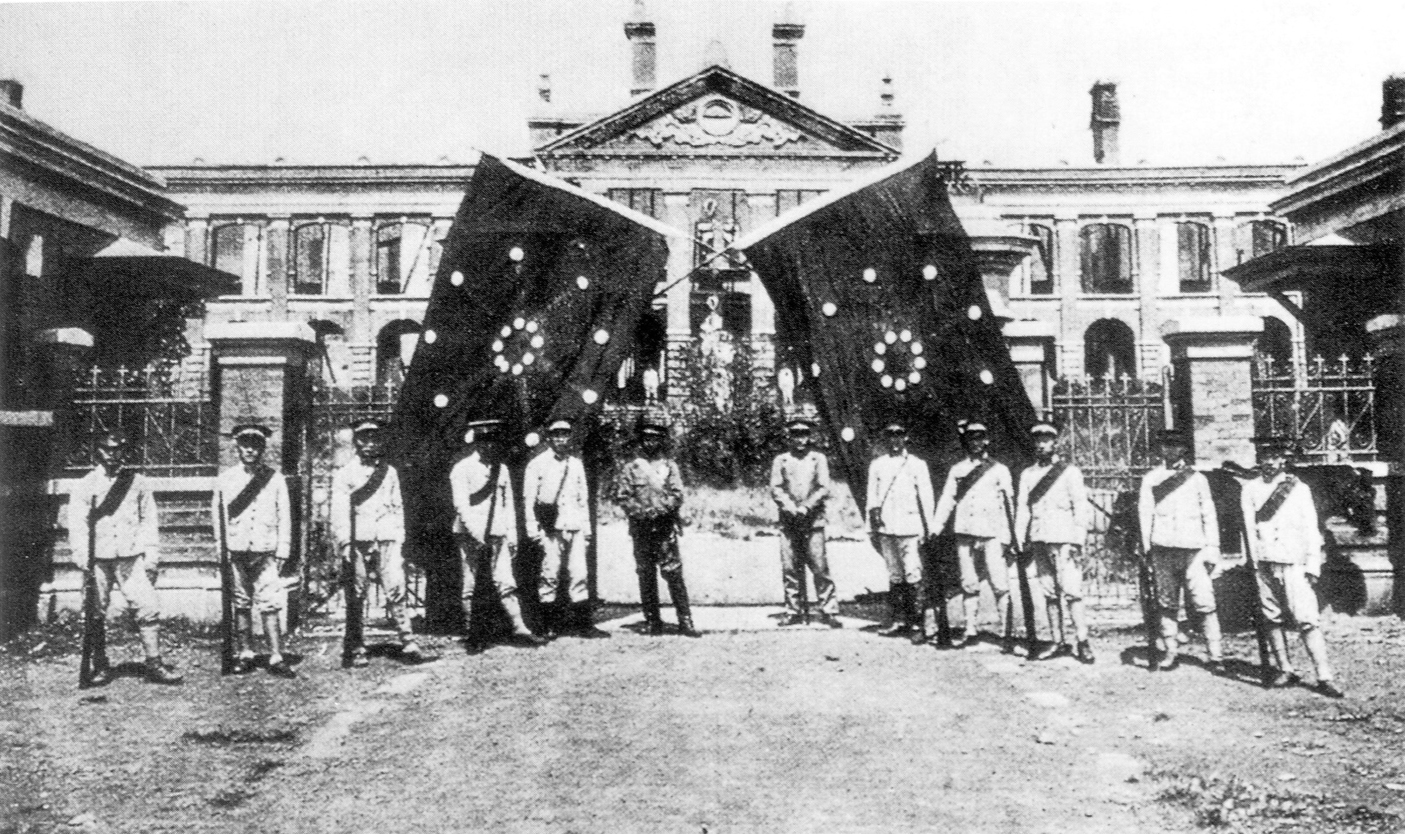
مراسم إقامة الجمهورية الصينية

### ثورة وتحديات
نجحت الثورة الصينية عام 1912. كان عليه في سياسته مع الدول أن يبطل سيادتها على بلاده، ويلغي المغتصبة ويزيد الرسوم على تجارتها التي تتدفق على بلاده بغير رسوم، أو تؤخذ رسومها عوضًا من الغرامات والديون. وكان عليه في الوقت نفسه أن يقترض منها لتصنيع الصين وتعميرها وتجديد مرافقها على أحدث طراز، كي تدفع المزاحمة الملحة عليها من مصانع الدول الأجنبية. وكان عليه أن ينقذ الصين من الخراب إذا بقيت وأن ينقذها من الخراب إذا أبت هذه الدول أن تسخو له بالمزيد من القروض. كان عليه أن يهادن اليابان؛ لأنها تصد الدول عن بقاع القارة الآسيوية وتنادي «بآسيا للآسيويين».
وكان عليه أن يهاجم اليابان؛ لأنها تعني أن الصين لليابان دون سائر الدول الغربية، حين تذود تلك الدول عن القارة الآسيوية. وفي سياسة وطنه كان عليه أن يسكن أو يتحرك إلى الجهات الأربع، وليس السكون أو الحركة إلى الجهات الأربع مما يُطاق. كان عليه أن يحمي الجمهورية وأن يسلمها لغيره! وكان الشمال والجنوب في وطنه قد انقسما بعد الاتفاق على خلع الأسرة المكروهة العاجزة، فلما زالت الأسرة عاد الخلاف بعنوان جديد، بل عاد بجملة من العناوين. ومن ذلك أنه كان يعهد بالوظائف إلى الموظفين الكفاة من أهل الجنوب؛ لأنهم المتعلمون على أصول التعليم الحديث، ولأنه يعرفهم معرفة الثقة والتجربة، فينسى أبو الصين، ولا يذكرون إلا أنه جنوبي يحابي «سن ياتسن» الطامعون في وظائفهم أن الجنوبيين!

### رئاسة الجمهورية

علم الثورة الصينية حيث يرمز للأمم التي تتألف منها القومية الصينية

كان العلم الخماسي — علم الثورة — يرتفع على كل سارية في عواصم الصين، رمزًا إلى الأمم التي تتألف منها القومية الصينية، وهم الصينيون والمنشوريون والمغول والمسلمون وأهل التيبت، ولم يبق بعد أيام أثر للعلم الإمبراطوري — علم التنين — في غير قصور بكين. وسمع سن ياتسن بثورة أنصاره التي انفجرت قبل أوانها وهو يطوف المدن الأمريكية لجمع المال استعدادًا للثورة التي تقرر موعدها بعد ذلك بسنة، وعلم من الصحف الأمريكية أنه رئيس الجمهورية المنتظر ... فلم ير التعجيل بالعودة إلى بلاده، واهتم قبل كل شيء بوقف صرف الأقساط المتفق عليها من القروض الدولية لحكومة بكين، والسعي عند الدول الكبرى للاعتراف بالحكومة الجديدة والاتفاق على السياسة المقبلة. وسافر إلى لندن باسم مستعار، فوجد هناك برقية أرسلت إليه بعنوان المفوضية الصينية التي لم تزل تنوب عن ابن السماء، يعرضون عليه رئاسة الجمهورية بصفة رسمية ... وفي دار هذه المفوضية كان معتقلًا قبل سنين لتسليمه إلى حكومة بكين! ولقي المسئولين من رجال الحكومة الإنجليزية، وأعضاء مجلس الديون، ثم انتقل إلى فرنسا فتحدث مع بعض وزرائها ونوابها في شأن الحكومة الجديدة، وبرح أوروبة إلى بلاده وهو على شيء من الارتياح إلى موقف الدول من الوجهة الرسمية.
وقبل أن يصل إلى بلاده بستة أيام كان المندوبون في حكومة بكين والمندوبون عن اللجنة الثورية قد اتفقوا على اللقاء بشنغهاي للتفاهم والتقريب بين الطرفين، فظهر من سياق البحث بينهم أن الطرفين كانا على وعد من اليابان بالمؤازرة، ونمى إليهم أن اليابان همت بإنزال جنودها على الأرض الصينية والتقدم إلى العاصمة، فاستمهلتها إنجلترا صديقتها يومئذ وذكرتها بمخالفة العمل المنفرد للاتفاقات الدولية، وحقيقة الأمر
على ما اعتقده الطرفان المتفاوضان أن إنجلترا خشيت أن يؤدي التدخل الياباني إلى بسط الحماية على عرش الصين بطلب من الأسرة المالكة، وهي نتيجة يأباها الثوار بطبيعة الحال، ويأباها القائد يوان شي كاي؛ لأنه يطوي النية على تنصيب نفسه ملكًا بعد فترة الثورة الأولى، وتأباها إنجلترا أو الدول الكبرى؛ لأنها تقضيعلى نفوذهن جميعًا، وتسلم الصين فريسة سائغة لدولة واحدة. فأسرع الفريقان إلى التفاهم على وقف القتال قبل أن تنطلق الدسائس الأجنبية من عقالها.ووصل سن ياتسن شنغهاي في الرابع والعشرين من شهر ديسمبر (سنة 1911 ونودي به رئيسًا للجمهورية في التاسع والعشرين منه، وافتتح مراسم العهد الجديد بزيارة ضريح العاهل الوطني عميد أسرة منج التي كانت تحكم الصين قبل الأسرة المانشوية، فبايع روح الأسلاف على إحياء الصين الخالدة وصد المغيرين على استقلالها، واختار للدولة علمًا مثلث الألوان من الأزرق والأبيض والأحمر، رمزًا لمبادئ الثورة الثلاثية وهي الوطنية وسيادة الشعب والاشتراكية أو رخاء المعيشة، وفيه اثنا عشر شعاعًا تنبعث من الشمس رمزًا إلى أقسام الصين الأرضية.
ووجه اهتمامه الأكبر إلى تدعيم القواعد الدستورية، فأذاع الدستور المؤقت مشتملًا على الحقوق الأساسية وأصول التشريع، واعترضته عقبة الهيئة النيابية في تلك المرحلة، فلم يكن من المتيسر انتخابها بغير معدات الانتخاب التي لم تعهدها الصين من قبل، ولم يكن من المتيسر الانتظار إلى ما بعد تحضير هذه المعدات، وأبى أن يحصر النيابة عن الأمة الصينية بين أعضاء حزبه ولجانه التي كانت تنبث في الحواضر والأقاليم لنشر
الدعوة وتنظيم المقاومة، فاكتفى بما تيسر يومئذ وجمع المجلس الأول من المندوبين الذين اختارتهم دواوين الحكومة ولجان الجماعات الثورية، وذوي الرأي بالشهرة المستفيضة ومنهم من لم يصطحب معه توكيلًا من الدواوين أو اللجان، وارتضى المسئولون جميعًا تأليف المجلس على هذه الصورة على أن تخلفه بالانتخاب هيئة من مجلسين خلال عشرة شهور يناط بها وضع الدستور. واختار الزعيم وزراءه من أكفأ رجالات الصين الحديثة، ومنهم من كانت له شهرة عالمية كالدكتور وانج شنجهوي الذي عين بعد نحو عشرين سنة (سنة 1930) قاضيًا بمحكمة لاهاي الدولية، واتخذ نانكين عاصمة للدولة الجديدة: عاصمة بلا خزانة ولا سجلات ولا دواوين ولا موظفين، ثم شعر بقيود المنصب ومحرجاته وعنَّ له أن يندب غيره للرئاسة ويفرغ للقيادة الشعبية، فوافق ذلك مقترحًا من القائد يوانشيكاي يندبه هو للرئاسة أثناء فترة الانتقال بين النظام الملكي والنظام الجمهوري، ورأى سون يات سن أن يستفيد من هذا المقترح للدولة الناشئة فعلق قبوله على نجاح يوان في إقناع الأسرة المالكة بالنزول عن دعاواها وحقوقها بسلام، فانقضى شهر في المساومة والمناورة قبل الوصول إلى نتيجة يحسن إعلانها.

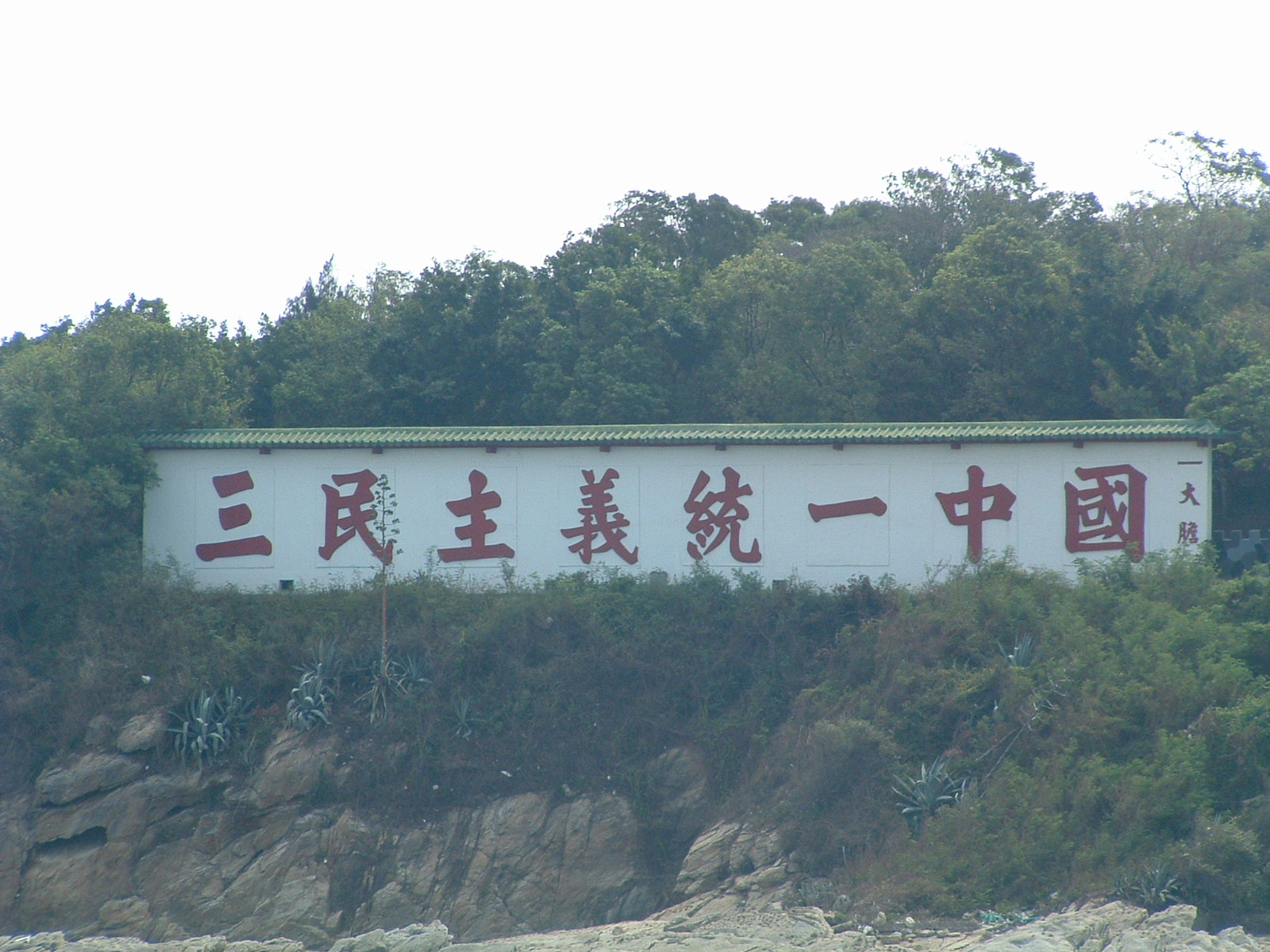
مباديء الثورة الثلاث كما حددها سين

وفي الثاني عشر من شهر فبراير سنة 1912، أعلنت الوصية باسم الإمبراطور الصبي سوان تونج وثيقة النزول عن العرش، وفيها تقول: «إن الأمة اليوم جانحة كلها إلى حكومة ذات شكل جمهوري، وبدت هذه الرغبة واضحة في أول الأمر من الأقاليم الجنوبية والأقاليم الوسطى ثم وعد القادة العسكريون من الأقاليم الشمالية بتأييدهم لهذه الرغبة، ونحن برعاية ميول الشعب نعلم مشيئة السماء، وليس بالجميل منا أن نقاوم ميول الشعب حرصًا على مجدنا، فنحن — والإمبراطور إلى جانبنا — نولي الشعب حقوق السيادة ونأمر بإنشاء حكومة دستورية على النظام الجمهوري، ولا يحدو بنا إلى هذا القرار حبنا لرضى شعبنا الذي طال حنينه إلى حسم الشقاق السياسي وكفى، بل تدعونا مع ذلك رغبتنا في اقتفاء وصايا الحكماء الأقدمين الذين علمونا أن السيادة ترجع آخر الأمر إلى مشيئة الأمة.» واشتملت وثائق الاتفاق على شروط أخرى تضمن للعاهل الصبي أن يحتفظ بلقب الإمبراطور مدى حياته، وأن يتقاضى من الدولة معاشًا سنويٍّا يزيد على نصف مليون جنيه، وأن يُترك له قصر الصين وحاشيته وحرسه، وأن تصان أضرحة الأسرة وتتكفل الدولة بإتمام الناقص منها. ووعد يوان بتحويل العاصمة من بكين إلى نانكين في الجنوب، وأبرق بهذه الوثائق إلى سن ياتسن كأنه يتعجل إنجاز الوعد باختياره رئيسًا للجمهورية، فاعترض سنياتسن على الصيغة التي كتبت بها وثيقة النزول وقال: إنها تجعل الجمهورية بمثابة المنحة الملكية التي يجوز للإمبراطور أن يستردها متى شاء، مع احتفاظه بلقبه وقصره ومراسمه وحاشيته، فوافقه الكثيرون من النواب والساسة على تأويله، ولكنهم حسبوا أن مسألة الصيغة لا تساوي مشاكل الخلاف ومصائب الحرب الأهلية، وقبلوا نزوله عن رئاسة الجمهورية للقائد يوان، وأسرع هذا إلى إبرام الأمر الواقع، فعين سن ياتسن مديرًا للسكك الحديدية.
أما سن ياتسن فقد تقبل مهمة الإشراف على تنظيم المواصلات غير مترفع عنها بعد رئاسة الجمهورية، والواقع أن منصب المدير العام لمواصلات الصين لا يقاس على نظائره في البلاد الأخرى؛ لأن علاقات الدول بالصين تدور على خطوطها الحديدية ومواصلاتها البحرية والبرية، وتعمير الصين من أقصاها إلى أقصاها يتوقف على مستقبل هذه الخطوط ومعضلاتها المتجددة أكبر من طاقة الدولة الصينية برمتها، وهذه المعضلات هي التي أراد يوان أن يمتحن بها طاقة الزعيم المحبوب، فهو ملاق فيها الفشل والحيرة لا محالة، وكل أولئك خير لإمبراطور المستقبل يوم تتهيأ الفرصة للتشهير بالرئيس القديم.

## حكومات الجمهورية الصينية

### الحكومة الإقليمية

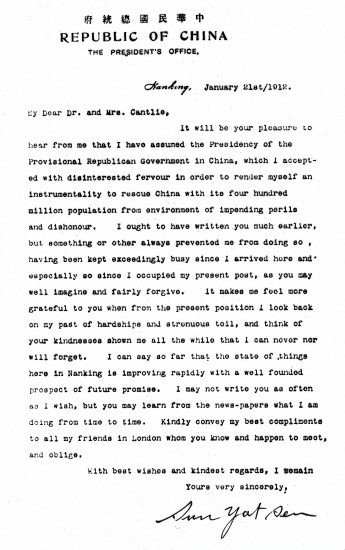
خطاب سين لجيمز كانتلي يخبره بتوليه رئاسة الحكومة الإقليمية في الصين بتاريخ الحادي والعشرين من يناير، 1912.

في التاسع والعشرين ديسمبر 1911، انتخب ممثلين من الأقاليم الصينية في اجتماع في نانجينغ، سين «رئيس الحكومة الإقليمية» (الصينية: 臨時大總統). وأصبح الأول من يناير 1912 اليوم الأول من إعلان الجمهورية الصينية.

### حكومة بكين
كان يوان شيكاي، قائد الجيش الشمالية المحيط، قد وُعِد بتولي رئاسة الحكومة الإقليمية المؤقتة إذا أجبر الإمبراطور بوئي على التنحي. وبالفعل، تخلى الإمبراطور بوئي عن العرش في الثاني عشر من فبراير 1912. تنحى سين عن رئاسة الحكومة الإقليمية، وأصبح يوان الرئيس الجديد لها في بكين العاشر مارس 1912. لم تكن للحكومة المؤقتة أية قوات عسكرية خاصة بها، وكانت سيطرتها على العناصر المتمردة من الجيش الجديد محدودًا؛ بالإضافة إلى أن عددًا من القوات لم تعلن عن معاداتها لحكومة تشينغ.
أرسل سين برقيات لكل رؤساء الأقاليم الصينية يطلب منهم انتخاب وتأسيس الجمعية الوطنية لجمهورية الصين 1912. وفي مايو 1912، انتقلت الجمعية التشريعية من نانجينغ إلى بكين، مكونة من 120 عضوًا مقسمة من أعضاء «جمعية التحالف الثوري الصيني»، والحزب الجمهوري الداعم ليوان شيكاي.

### الحزب القومي والثورة الثانية
حاول عضو «جمعية التحالف الثوري الصيني» صون ياو رين (الصينية: 宋教仁) السيطرة على البرلمان. فقام بتعبئة أعضاء الجمعية للاندماج مع عددًا من الأحزاب الصغيرة الجديدة لتشكيل حزب سياسي جديد سُمي بحزب الكومينتانغ (أو الحزب القومي الصيني)، في الخامس والعشرين من أغسطس 1912 ببكين. شكلت انتخابات الجمعية الوطنية 1912-1913، نجاحًا كبيرًا بسبب حصول حزب الكومينتانغ على 269 مقعد من أصل 596 مقعد بمجلس النواب؛ وعدد 123 مقعد من أصل 274 مقعد بمجلس الشيوخ. قامت الثورة الثانية عندما حاول سين بمساعدة القوات العسكرية ل حزب الكومينتانغ للإطاحة بقوات يوان البالغ عددهم 80,000 في قتال مسلح يوليو 1913. فشل سين في الإطاحة بيوان، واضطر سين إلى طلب اللجوء من اليابان برفقة السياسي ورجل الصناعة كوهارا فوسانوسوك (الصينية: 久原 房之助). وردًا على ذلك، تم اغتيال زعيم الحزب القومي صون ياو رين، بواقع شبه تأكيدي بأمر من يوان في العشرين من مارس 1920.

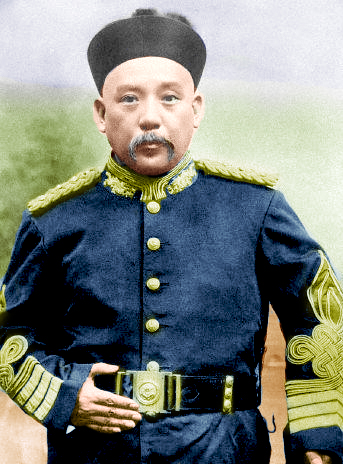
يوان شيكاي

### فوضى سياسية
في عام 1915، أعلن يوان شيكاي قيام الإمبراطورية الصينية، معلنًا نفسه إمبراطورًا للصين. شارك سين في حركة حماية الدستورية ضد النظام الملكي، في حين أعلن دعمه لزعماء التمرد المسلح أمثال بأي لانج. كان ذلك بمثابة انطلاق عصرًا جديدًا يسيطر عليه الصراع المسلح. وفي العام ذاته، أرسل سين ثاني أشهر المؤسسات الاشتراكية في باريس، يطلب منها إرسال متخصصين لمساعدة الصين في إقامة أول الجمهوريات الاشتراكية في العالم. وفي تلك الأثناء تعالت الآراء والنظريات حول مستقبل الصين. وفي تلك الحالة التي اتسمت بالفوضى، أعلن سو تشي تشان (الصينية: 徐世昌) نفسه رئيسًا لجمهورية الصين الشعبية؛ في ظل وجود رئيسًا للصين ألا وهو سين.

## الطريق إلى التوغل الشمالي

### الحكومة العسكرية بقوانغتشو
انقسمت الصين بشدة بين القادة العسكريين دون حكومة مركزية. ولهذا، رأي سين انه لا بد من عودته إلى الصين في عام 1917 في محاولة لتوحيدها. وفي عام 1921، أعلن سين حكومته العسكرية من قوانغتشو ومنح نفسه رتبة المشير. وجديرًا بالذكر أنه بين عامي 1912 و 1917، تم الإعلان عن ثلاثة حكومات مختلفة في جنوب الصين: الحكومة المؤقتة في في نانجينغ (1912)، الحكومة العسكرية في قوانغتشو (1921-1925)، والحكومة الوطنية بداية في قوانغتشو ولاحقًا في ووهان (1925-1927). وقد تأسست الحكومة الانفصالية في الجنوب لمنافسة حكومة بكين في الشمال. حظر يوان شيكاي حزب الكومينتانغ، وحل محله مؤقتًا الحزب الثوري الصيني. وفي العاشر من أكتوبر 1919، أحيا سين حزب الكومينتانغ مرة أخرى تحت مسمى «الحزب الوطني الصيني».

### تعاون الحزب الوطني الصيني ومنظمة الكومنترن

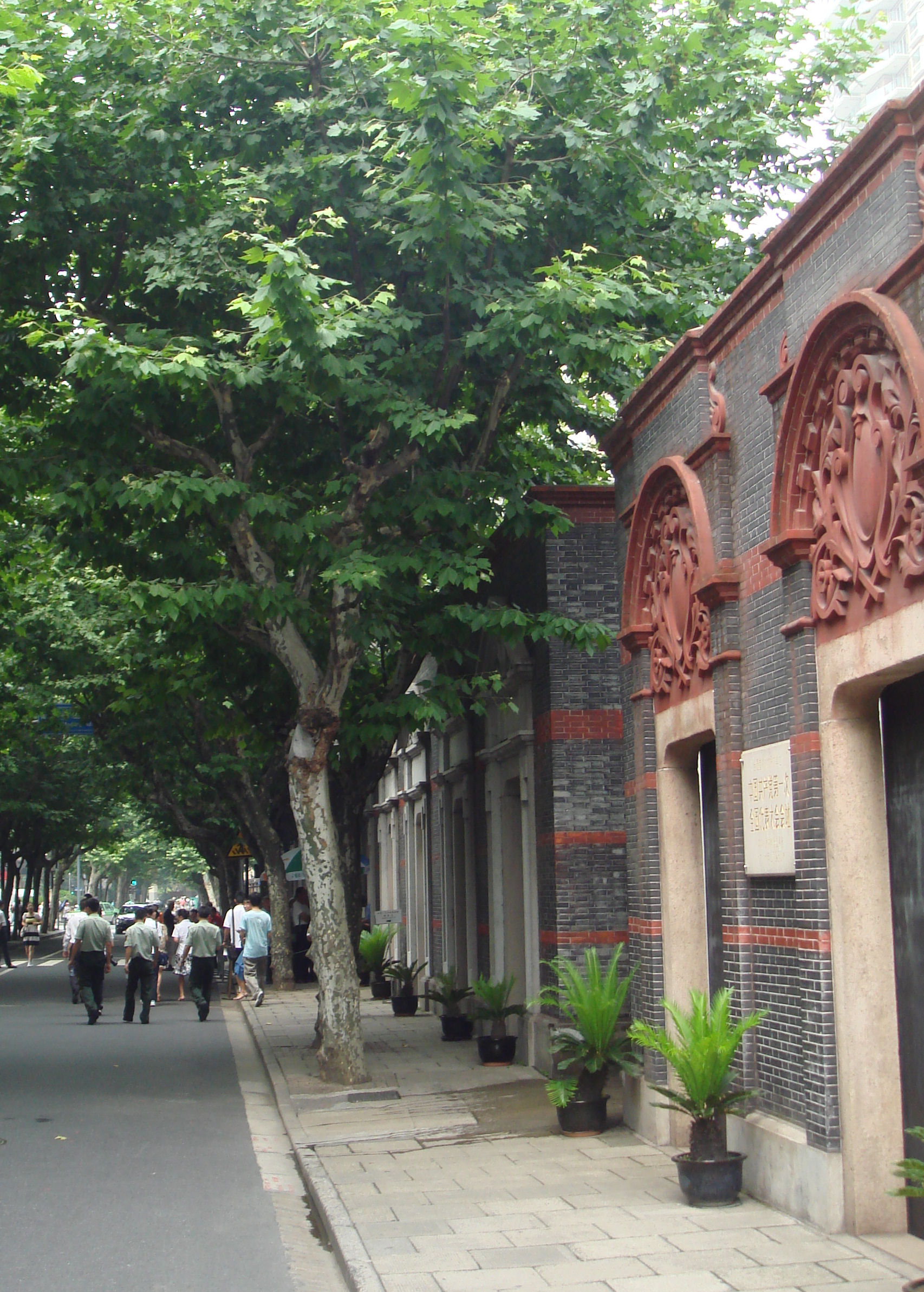
مقر أول حزب شيوعي صيني، شنغهاي

في ظل هذا الانقسام، كان يؤمن سين بأن الأمل الوحيد لبناء صين موحدة يكمن في الغزو العسكري للشمال تليها فترة من الوصاية السياسية لفرض الديمقراطية. ومن أجل الإسراع في تحقيق غايته، عمل سين على التواصل مع الحزب الشيوعي الصيني؛ ومن ثم وقع سين اتفاقية سين-جوف مع الاتحاد السوفيتي في يناير 1923. تلقى سين دعمًا من منظمة الكومنترن الشيوعية إزاء انضمام أعضاء شيوعيين للحزب الوطني الصيني. أشار الزعيم الاشتراكي فلادمير لينين بسياسيات سين ومبادئه التي تمثلت في حزبه. كما أشاد بمحاولاته للإصلاح الاجتماعي، وهنأه لمحاربته الإمبريالية الأجنبية. وردًا على ذلك، أشاد سين هذا الزعيم واصفًا إياه ب«الرجل العظيم»، وهنأه على نجاح ثورته في روسيا. وبدعم من السوفييت تمكن سين من بناء جيشه لمواجهه القوة العسكرية شمال الصين. أسس سين أكاديمية وامبوا العسكرية بالقرب من قوانغتشو مع تشيانغ كاي شيك باعتباره قائد الجيش الثوري الوطني.

### اهتمامات اقتصادية
في عام 1924، عين سين، سون تزو وين (الصينية: 宋子文) لإنشاء أول بنك مركزي في الصين وأسماه بنك كانتون المركزي. كان تأسيس رأسمالية وطنية، ونظام مصرفي من أولويات حزب الكومينتانغ.

### خطاباته الأخيرة

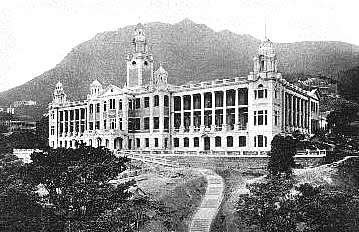
المبنى الرئيسي لجامعة هونغ كونغ، 1912

في فبراير 1923، ألقى سين خطبة لاتحاد الطلاب بجامعة هونغ كونغ قال فيها أن تشري الفساد في الصين، والسلام، والنظام، والحكم الرشيد هو ما حوله إلى ناشط ثوري. وفي العام ذاته، صرح سين بمبادئة الفلسفية الثلاثة عن الشعب باعتبارهما أعمدة الأساس لقيام كل من جمهورية الصين، والدستور المحدد للنظام السياسي والبيروقراطية. وحوى بعض خطابه على النشيد الوطني لجمهورية الصين. وفي 10 نوفمير 1924، سافر سين شمالًا إلى تيانجين ودعا إلى التجمع لحضور «المؤتمر الوطني» للشعب الصيني. كما دعا إلى إنهاء الصراع المسلح بالإضافة إلى جميع المعاهدات غير المتكافئة مع القوى الغربية. وتلى ذلك بيومين، سافر سين إلى بكين لمناقشة مستقبل الصين على الغم من تدهور حالته الصحية وابتلاء البلاج بحروب أهلية يديرها أمراء الحرب. ومن بين من قابلهم سين كان الجنرال المسلم ما فوكسيانغ (الصينية: 馬福祥) الذي أعلن ترحيبه بقيادة دكتور سين. وفي الثامن والعشرين نوفمبر 1928، رحل سين إلى اليابان ليلقي خطبة عن عموم الآسيويين بمدينة كوبة باليابان.

### وفاته
توفي سين في منتصف مارس من العام 1925 عن عمر يناهز ال 58 بسبب سرطان الكبد، في روكفلر بتمويل من اتحاد كلية الطب بجامعة بكين. وتماشيًا مع التقاليد الصينية الشائعة، وضعت رفاته في معبد «أزور كلاود» -ضريح بوذي يقع في التلال الغربية على بعد بضعة أميال خارج بكين.

## ميراث

### عِبَادَةُ الشّخْصِيّة

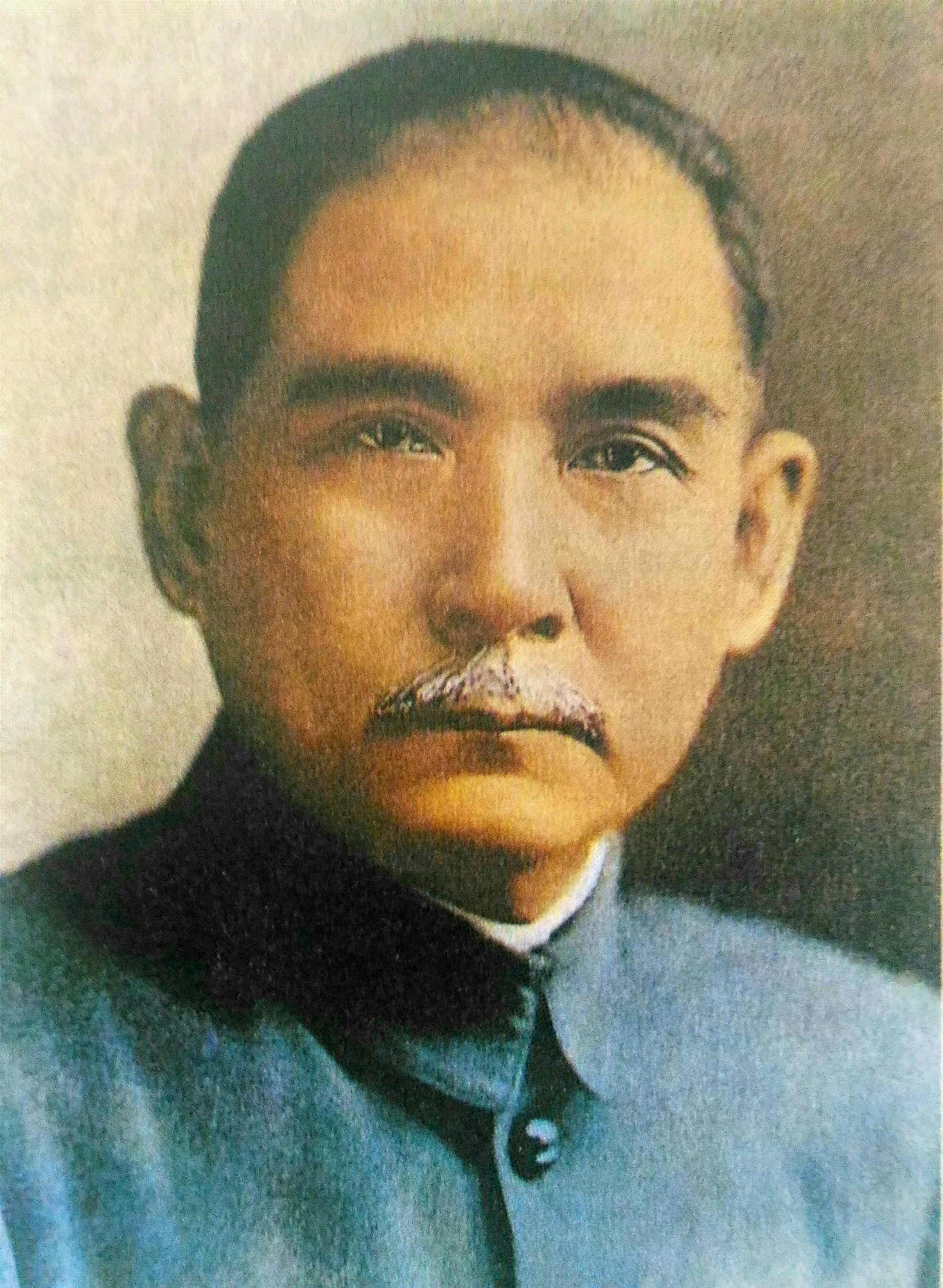
سون يات سين أبو الأمة

كان جم الإعجاب في الصين يكمن في شخصية سين وخليفته القائد العام شيانغ كاي شيك. تقاسم الجنرالات المسلمون والأئمة هذا الإعجاب بشخصية سين ونظام الحزب الواحد؛ فدعى الجنرال المسلم ما بوفانح الناس للانحناء إجلالًا وإكبارًا لصورة سين والاستماع للنشيد الوطني أثناء المؤتمر الديني «التبت والمغول». كما استعان المسلمون بآيات قرآنية ونصوص حديث لتبرير خضوع الصين تحت حكم تشيانغ كاي شيك.

### أبو الأمة
ظل سين يحظى بشعبية وسمعة فريدة بين قادة القرن ال20 في الصين وتايوان. ففي تايوان، كان يُنظر إليه على أنه الأب الروحي لجمهورية الصين، وأطلق عليه بعد وفاته لقب «أبو الأمة».

### رائد الثورة
مثل سين رمزًا للزعيم القومي الصيني المؤيد للاشتراكية في الصين. كما حظي بتقدير جليل كرائد للثورة الصينية. حتى أن اسمه مذكور في ديباجة دستور جمهورية الصين الشعبية. وفي السنوات الأخيرة، لجأت قيادة الحزب الشيوعي الصيني إليه، إما لتعزيز القومية الصينية في ظل الإصلاح الاقتصادي أو دعم العلائق مع أنصار حزب الكومينتانغ في تايوان حيث تعتبرهم الصين حلفاء لتحقيق استقلال تايوان. كان قبر سين هو أولى المحطات التي توقف عنها كل من زعماء حزب الكومينتانغ وحزب الشعب الأول في زيارتهم للصين عام 2005.

### مباديء وشعارات
كان يات سين يقول: «الحرية والمساواة والإخاء» شعار له معناه عند الثوار الفرنسيين، ولكنه لغو بغير معنى حين يجري على ألسنة ثوار الصين. فقد كان الفرنسيون يطلبون الديمقراطية في الواقع ويمهدون لها بطلب الحرية والمساواة والإخاء، أما الصين فلا حاجة بها إلى تحرير الفكر من سلطان الحكام؛ لأن الناس فيها يقرءون ما يشاءون ويكتبون ما يشاءون ويعتقدون ما يشاءون، ولا حاجة بها إلى تقرير مبدأ المساواة؛ لأنهم بعد شخص الإمبراطور سواء أمام القانون، وأعظم وزرائهم ورؤسائهم نبغوا من سواد الشعب فلم يكن مولدهم بين أبناء الطبقة الفقيرة حائلًا دون ولاية المناصب والتصدي بقيادة الأفكار بالعظات والدروس، ولا حاجة بين الصينيين إلى تقرير مبدأ الإخاء؛ لأنهم آمنوا بوحدة وطنهم وجعلوا حدوده كجدران البيت الواحد تسكنه الأسرة الواحدة، ويقدسون الأسلاف حتى ترتفع إلى السلف الكبير في مجاهل التاريخ.
والفدرالية حسنة في الولايات المتحدة؛ لأن ولاياتها كانت متفرقة فالتمست توحيدها من طريق الفدرالية، فالوحدة الوطنية هي الغرض من هذا الاتحاد، وليس من الحكمة أن نفقد الوحدة في سبيل الفدرالية، بل المصلحة أن نجعل الفدرالية وسيلة إلى الغاية الأولى، وهي توثيق كيان الصين.
ولما وضع مبادئه الثلاثة — وهي مبادئ القومية وسيادة الشعب وتيسير المعيشة — لم تكن بغيته كلمات تُقال محاكاة للدعوات التي تهتف بكلماتها وترددها على أسماع جماهيرها، ولكنه توخى من كل كلمة هدفًا يلائم الصين ويوافق حاضرها ومستقبلها. فوضع مبدأ القومية لدفع خطر التقسيم باسم الفدرالية، واتقى به خطر المذاهب التي تسخر الجهلاء لتقويضأوطانهم وبث بذور العداوة بينهم وبين إخوانهم، وتصوير هذه العداوة لهم كأنها بلاء دائم لا تجدي فيه الحيلة ولا تصلحه نظم السياسية ولا الأخلاق.
ووضع مبدأ السيادة الشعبية لإلغاء المعاهدات الأجنبية الجائرة وتخويل الأمة أن تختار موظفيها وتعزلهم، وأن تنكر محل سلطان لا يستمده صاحب السلطان منها بمحض رضاها، وأن تكون السياسة والإدارة والتشريع قائمة كلها على هذا الأساس. ووضع مبدأ المعيشة الميسرة للجميع؛ لأن اعتبره غاية المذاهب قاطبة في كل زمن، واعتبر الاشتراكية والشيوعية والديمقراطية وسائر مذاهب الاجتماع وسائل عارضة لتلك الغاية الثابتة، وما من مذهب منها يستحق أن يبقى بعد إنجاز مهمته وتحقيق غايته، فما وُضعت الاشتراكية أو الشيوعية أو الديمقراطية لذاتها، ولا وضعت لتبقى في كل زمن وكل آونة، ولكنها وضعت لتدبير معيشة الرعية واتباع وسائل مستحدثة لتيسيرها كلما قصرت وسائلها الأولى.

## أفكار

### تأثره بالدستور الإنجليزي
تأثر يات سين كثيرًا بفقه الدستور الإنجليزي، وقد بلغ من إعجابه بتطبيقاته أنه ود زمنًا لو تتهيأ للصين حكومة ملكية دستورية على النمط البريطاني، وفي هذه الفكرة أيضًا لم يستسلم للقدوة دون العمل، فقد عدل عنها بعد أن راقب أحوال الحاشية الصينية، وأيقن أن تطبيق الملكية المقيدة في بلاده أعسر من تطبيق النظام الجمهوري، وأنه إذا لم يكن بد من التجربة فلتكن تجربة النظام الجمهوري أولى وأحق بالابتداء والانتظار.

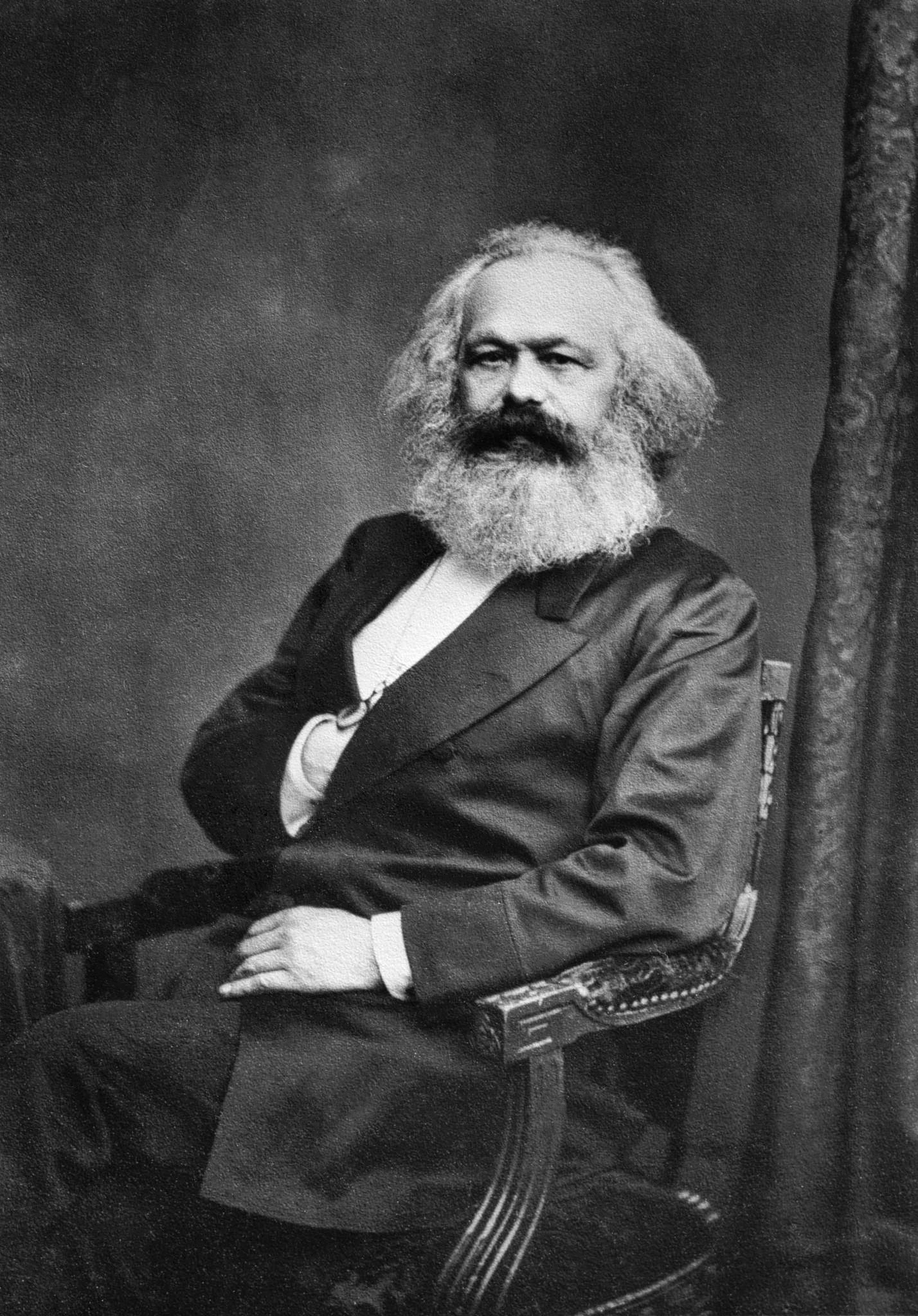
كارل ماركس

### فلسفة كارل ماركس
فقد شغل بها لتفنيدها وتوضيح الفارق بين الأحوال التي راقبها كارل ماركس والأحوال التي تقلبت عليها الصين منذ أقدم عصورها، وأنكر من الفلسفة الماركسية كل شيء إلا الاهتمام بالمسائل الاقتصادية وإعطائها حقها الكامل في تكوين المجتمع ومصاحبة أطواره، فهو لا يقل عن كارل ماركس اهتمامًا بهذه المسائل، وإنما الخلاف بينه وبين كارل ماركس أنه لا يحصراهتمامه بها، ولا يغفل عن مثل هذا الاهتمام بغيرها، وأنه لا يعلق نبوءات المستقبل على شئون الاقتصاد دون سواها.

### كتاب «التفسير الاجتماعي»
ألفه بعد الحرب العالمية الكبرى طبيب أسنان روسي من الأسُر التي هاجرت إلى أمريكا أيام القيصرية فرارًا من مظالمها، ترك اسمه الروسي وتسمى باسم موريس وليام وانخرط في سلك الثوار، ثم في سلك الشيوعيين إلى أن ساوره الشك في التفسير المادي للتاريخ، فألف كتابًا بسط فيه شكوكه وانتهى منه إلى تفسير التاريخ من الوجهة الاجتماعية النفسية، بعد أن شرح نقائض القول بحرب الطبقات وتصدع المجتمع الديمقراطي واستحالة الإصلاح بغير هدمه والبناء من جديد على أنقاضه. ولم يطلع على هذا الكتاب عند صدوره غير آحاد معدودين منهم زعيم الصين، وكان يومئذ قد فرغ من إقامة الجمهورية وشرع في تدوين البرامج المفصلة لتنظيم المجتمع الصيني وإصلاح شئونه وترتيب مرافق المعيشة فيه، فكان اعتداده بآراء المؤلف الخامل وهو في أوج شهرته العالمية آية على النزاهة وحب المعرفة حيث وجد السبيل إليها.ومن النقائض التي أبرزها الطبيب الروسي أن عصر الإقطاع قد زال على رأي ماركس؛ لأن الطبقة الوسطى البرجوازية بلغت غاية الثراء، وأن هذه الطبقة الوسطى تزول على رأيه؛ لأن طبقة العمال ستبلغ غاية الحرمان ولا يبقى لديها ما تفقده غير سلاسلها، ولا يمكن أن يكون هذا تسلسلًا لعامل واحد على سنة واحدة، فلم يحدث مثل هذا قط قبل الآن بين الطبقات السابقة والطبقات اللاحقة. ومنها أن معيشة العمال تتحسن وأن العمل الفردي يزداد خلافًا لنبوءة ماركس عن اطراد السوء في معيشة العمال واستحالة التوفيق بينهم وبين أصحاب الأموال. وقد كان سن ياتسن يلاحظ هذا التناقض قبل صدور كتاب لمؤلفه الروسي الطبيب؛ ولعله تنبه إليه لما بينهما من زمالة الصناعة وزمالة الاشتغال بالدراسات الاجتماعية والسياسية، فلم ينس ملاحظاته بعد ذلك على كونه لم يستفد منها غير شواهد العرض والتنسيق.

## زواجه

### أسرته الأولى

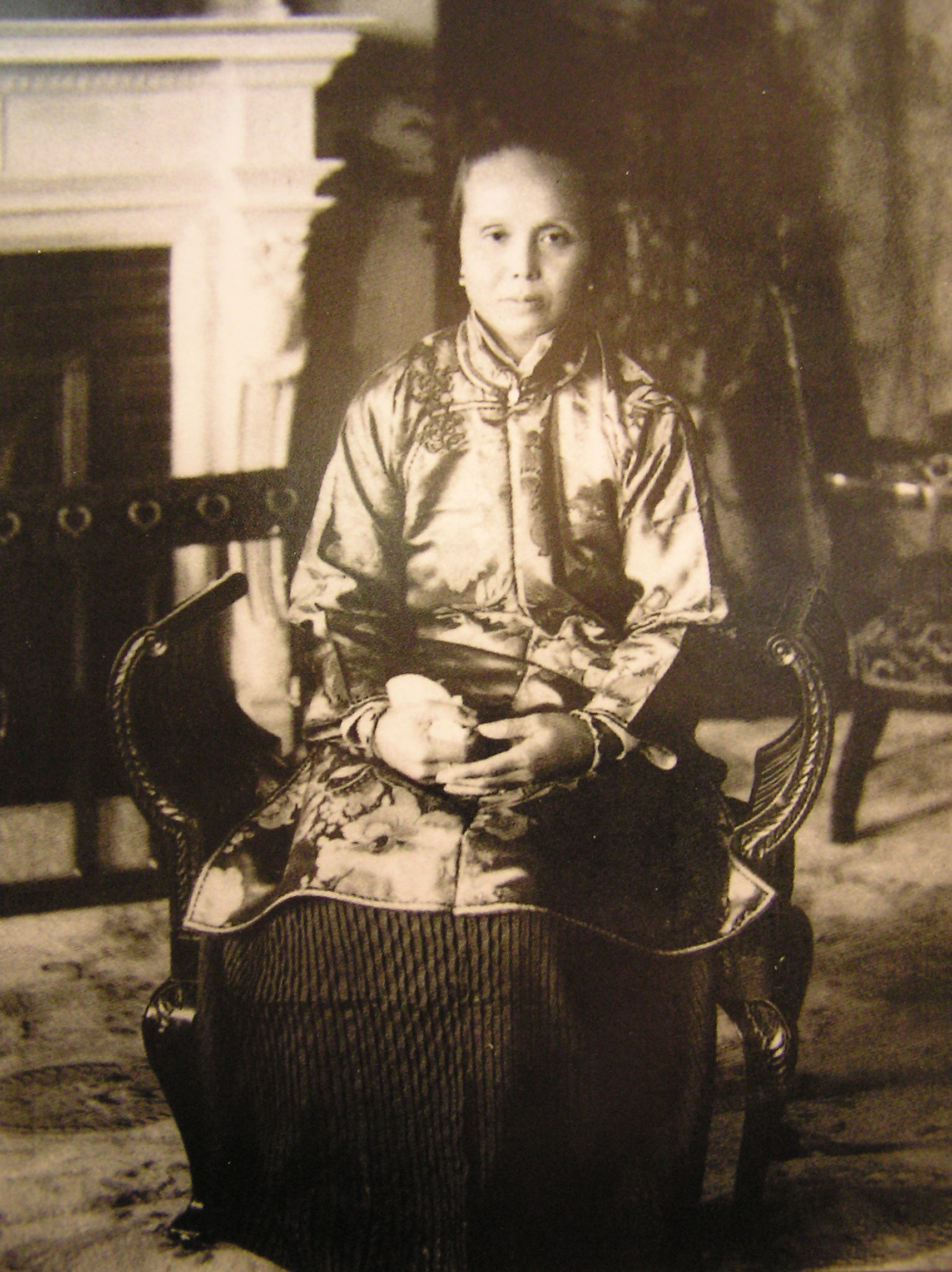
زوجة سين الأولى لوزو

قام أهله سين بتزويجه من قرينته الأولى (لو-زو) وهو يناهز العشرين، وكان غرضهم من هذا الزواج أن يغريه بالاستقرار ويربطه بالتبعات البيتية فلا يُعرض حياته للمخاطر ثائرًا على العرف وذوي السلطان، فكان زواجًا مناقضًا لوجهته كلها في الحياة، وإن كانت هذه الزوجة مثال ربة البيت بشهادة المترجمين للزعيم والعارفين بأسرته أجمعين. واضطر سن ياتسن على كل حال أن يتنقل بين البلاد ويطيل الغيبة سنوات، ولا يغشى الأماكن التي تعرف له علاقة بها؛ لأنه كان طريد السلطان بعد زواجه فلم تتوثق بينه وبين هذه الزوجة أواصر الألفة والتفاهم على رسالته الكبرى التي تصغر عنده إلى جانبها كل رسالة.
من هذه الزوجة رُزق ثلاثة أولاد أحدهم سن فو الذي اشتهر في سياسة الصين بزعامة الحزب اليساري المنادي بالوحدة القومية والمعارض للحرب الأهلية، والذي يجعل محاربة اليابان غرض السياسة الصينية، ويتقبل الائتلاف مع كل قوة تعادي اليابان وتتألب على إحباط سياستها الآسيوية، ومن الطريف أن امرأة أبيه الثانية وأخاها من أنصار هذه الهيئة، وإن كانت امرأة أبيه تناصرها بالتشجيع ولا تنتظم في عداد أعضائها؛ لأنها تجتنب العمل السياسي ولا تستريح إلى انقسام الأحزاب.
ولد «سن فو» سنة 1891 وأتم تعليمه الابتدائي بهاواي — كأبيه — ثم تخرج «سن فو» في جامعة كولمبيا بالولايات المتحدة، وعاد إلى الصين وهو في السادسة والعشرين (سنة 1917) وعمل كاتبًا لأبيه ثم محافظًا لكانتون فمديرًا للسكك الحديدية فرئيسًا للجمعية التشريعية، وعارض شيان كاي شيك معارضة شديدة بعد وفاة أبيه، وسافر إلى موسكو غير مرة يحاول التوفيق بين روسيا والصين، وسبق ذلك بمحاولة التوفيق بين الشمال والجنوب وبين حزب الكومنتانج؛ أي: الحزب الصيني الوطني والحزب الشيوعي، فعرض حياته للخطر من ناحية أنصار اليمين ومن ناحية اليابان في وقت واحد، ودبر الجواسيس اليابانيون تدبيرهم لقتله في إحدى الطائرات، فأسقطوها ولكنه كان قد تخلف عن ركوبها، فنجا من المكيدة اليابانية وأوشك أن يقع في مكيدة وطنية، فحالفه التوفيق ونجا منها.
أما والدة سن فو فلم تشتغل بالسياسة قط، وقضت معظم أيامها بعيدة من الصين تارة في هاواي وتارة في المستعمرة البرتغالية مكاو، وتنصرت كما تنصر زوجها وشغلت أوقاتها بتوزيع الكتب الدينية على سيدات البيوت.

### أسرته الثانية

خريطة توضح مدى نفوذ عائلة سونغ في تاريخ الصين 1127–1279، حيث تنحدر منها زوجة سين

كانت زيجة سين الثانية في اليوم الخامس والعشرين أكتوبر من العام 1915. وكانت زوجته الثانية وسطى بنات سونج الثلاث، وهن: آي لنج (أي رأفة وعمر طويل) وشنج لنج (أي سعادة وعمر طويل) وسي لنج (أي جمال وعمر طويل). وبنات سونج هؤلاء أسرة فذة في تاريخ العالم، لم يعرف عن أخوات قط أنهن
تزوجن في عصر واحد مثل زواجهن من ناحيته السياسية أو ناحيته الاجتماعية أو ناحيته الشخصية. فالبنت الكبرى تزوجت من الدكتور كونج الذي تولى رئاسة الوزارة غير مرة، ويكاد أن يقام مقام التقديس في الصين؛ لأنه ينتمي إلى أسرة كونفوشيوس ويحفظ أسماء نيف وسبعين جدٍّا يصلون بينه وبين إمام الصين الكبير. والبنت الوسطى تزوجت من الدكتور سن ياتسن أبي الصين ونبيها الوطني. والبنت الصغرى تزوجت من القائد شيانج كاي شيك الذي قاد الصين قبل الحرب العالمية الثانية وخلالها، ولا يزال رئيسًا للصين الوطنية.وقد أهلتهن لهذا الزواج تربية عالية وانتساب إلى أب قوي النفوذ في دوائر المال والثقافة، وهو شارل سونج العصامي النابغ، الذي تعلم في أمريكا ليعود إلى الصين رئيسًا وطنيٍّا للمرسلين، فحولته أزمات السياسة والاقتصاد إلى عمل آخر لا مناسبة بينه وبين هذا العمل، وهو التوسط لبلاده عند ملوك المال لتفريج أزماتها، ثم الانقطاع للأعمال المالية مع الانتفاع بنشأته الدينية في حماية الدعوة الوطنية. ويباهي الصينيون بزعامة هؤلاء الأخوات للمجتمع الصيني الحديث؛ إذ ليس في أميرات الأسر المالكة ولا في بنات رؤساء الأمم من تفوقهن ثقافة وكياسة وسمتًا وخبرة بآداب المجتمعات، وكلهن يعرفن أكثر من لغة أجنبية ويقرأن المأثورات اللاتينية والإغريقية ويطلعن على الأدب الصيني القديم، ويحذقن الموسيقى الغربية والشرقية كأحسن ما يحذقها المتعلمات غير المحترفات، ويعتبرن طرازًا رفيعًا من الجمال والرشاقة بين الصينيات، ويضارعن أرقى الأسر في تقاليد التهذيب بين بنات الصين، ويضارعن أرقى الخريجات من جامعات أمريكا في التربية العصرية.

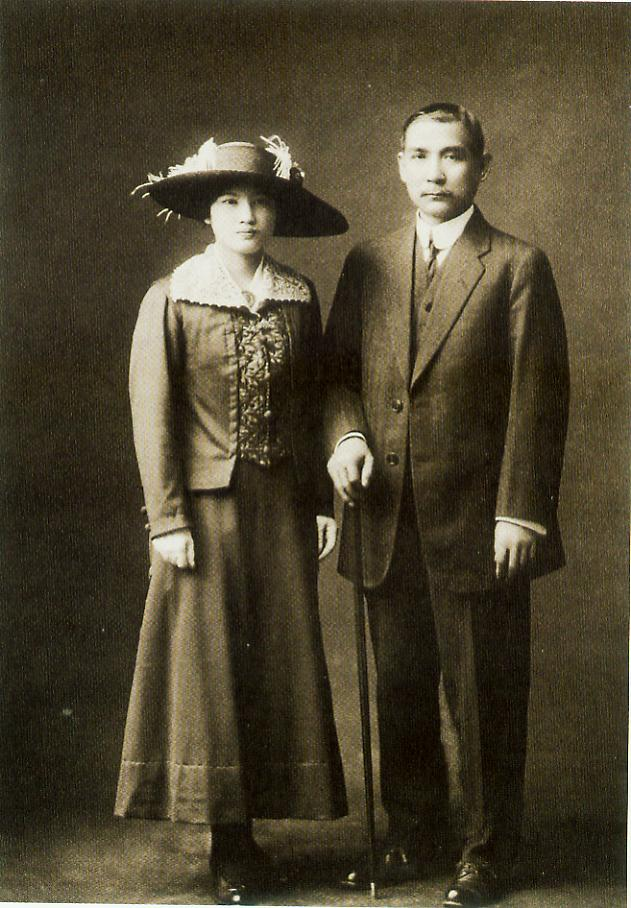
زوجة سين الثانية شنج لينج

وقد أحبت وسطاهن الدكتور سن ياتسن وهو يناهز الخمسين، ووجد رواة الأخبار في هذا الزواج مادة صالحة لقصة غرامية في حياة المشاهير، فأذاعوا أن الدكتور شغف بالفتاة وغُلب على أمره حبٍّا فتزوجها مع ما بينهما من فارق السن، ونسجوا حول ذلك الزواج ما راقهم من نسج الخيال وزخارف التلفيق. فالواقع أن سن ياتسن كان صديقًا لشارل سونج والد الفتيات الثلاث وكان سونج من كبار الماليين الذين جندهم الزعيم لخدمة القضية الوطنية، وكان لا بد له من تجنيد طائفة من أصحاب المصارف والشركات الوطنية لتصنيع البلاد وتزويد الحركة بما تحتاج إليه والوساطة في الأزمات الاقتصادية بين الصين وبيوت المال الأجنبية. وأخلص سونج لصديقه مجازفًا بثروته وحياته، فافتتح دارًا للنشر والطباعة تُعنَى بنشر الكتب الدينية ظاهرًا وتطبع النشرات الثورية سرٍّا وتبثها مع وكلائها في طول البلاد وعرضها بمأمن من رقابة الجواسيس على الجماعات السرية. ولجأ سن ياتسن مرات إلى بيت سونج يختبئ به كلما تعقبته الشرطة واحتاج إلى مأوى بعيد من الشبهات ريثما يتمكن من مغادرة البلاد. وأراد الزعيم أن يختار أمينة لسره تتوافر لها شروط الكفاءة وشروط الأمانة، ومن شروط الكفاءة معرفة اللغات وفهم دخائل القضية القومية، ومن شروط الأمانة الغيرة الشخصية على كتمان أسرارها، وهي شروط لا تتوافر لأحد كما تتوافر لبنات سونج؛ لأنهن على نصيب وافر من الثقافة وسر الزعيم هوسر أبيهن. فوقع اختياره على كبراهن أي لنج وظلت تعمل معه إلى أن تزوجت بالدكتور كونج هسيانج، وكان يومئذ رئيس جماعة الشبان المسيحيين، فاختار أختها الوسطى شنج لنج، ولم يطل عملها معه حتى جاءت أبويها ذات يوم تبلغهم أنها اعتزمت أن تخطب الدكتور لنفسها، فراعهم من الخبر أن تجترئ فتاة على خطبة رجل لنفسها، وراعهم فوق ذلك أن الرجل صاحب زوجة لم يُطلقها، وإن كان معلومًا لديهم ولدى الخاصة من أصدقاء الدكتور أنه لا يعيش معها.

## تخليدًا لذكرى سين

### معالم تذكارية ومنشآت في آسيا

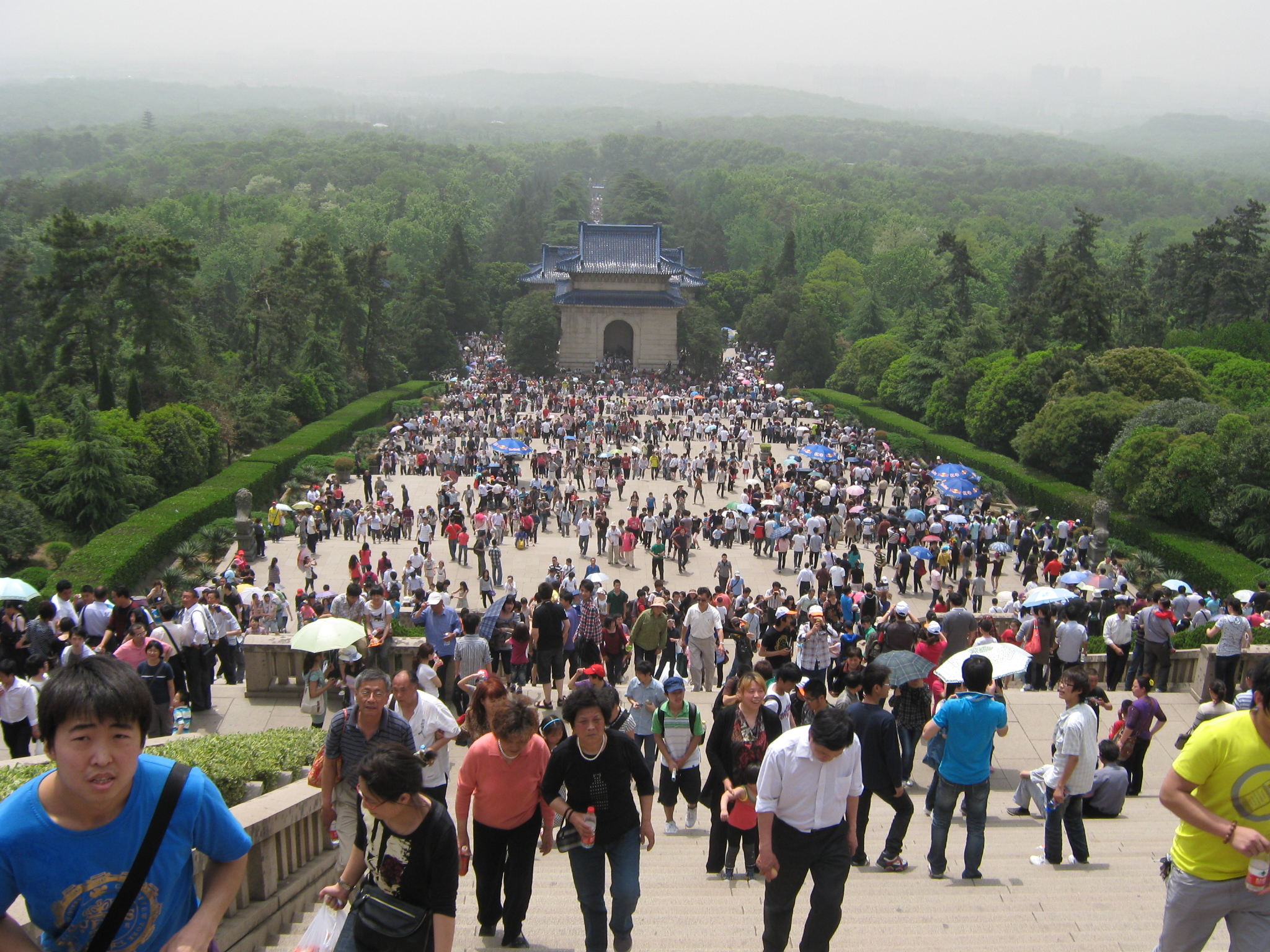
ضريح سون يات سين في نانجينغ

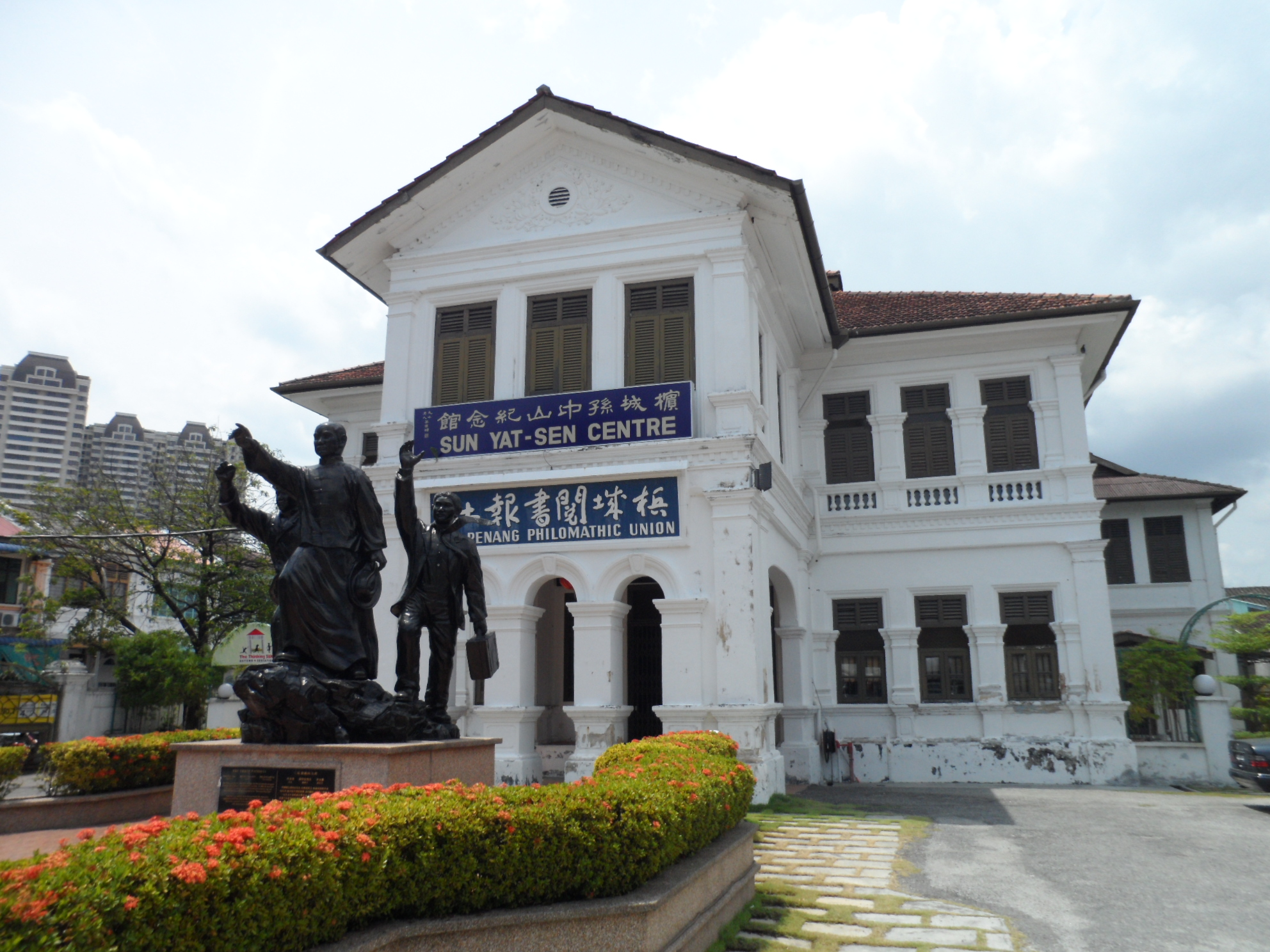
متحف سون يات سين التذكاري، بينانغ، ماليزيا

أطلق اسم تشونغشان لو على أحد أهم الشوارع الصينية تخليدًا لذكراه. وهناك أيضًا العديد من الحدائق العامة والمدراس والمعالم الجغرافية التي تحمل اسمه. كما تم تغيير اسم منزله في مسقط رأسه بمقاطعة قوانغدونغ إلى تشونغشان تشريفًا له. وفي معبد أزور كلاود في بكين، حُددت قاعة خاصة لإحياء ذكراه. بالإضافة إلى ذلك، فقد حملت سلسلة من الطوابع اسمه وصورته. وهناك جامعة سون يات سين في قوانغتشو، وجامعة سون يات سين الوطنية في كاوشيونغ. وحملت العديد من المباني اسمه كضريح سون يات سين، ومحطة مترو سون يات سين، ومنزل سون يات سين في نانجينغ، ومتحف الدكتور سون يات سين في هونغ كونغ، وقاعة سون يات نانيانج التذكارية في تايبيه، وأخرى بالاسم ذاته في سنغافورة. وجاء «مدرسة تشونغشان التذكارية» اسمًا أطلق على العديد من المدراس. وجاء «منتزة تشونغشان» اسمًا شائعًا للعديد من المنتزهات. وأطلق على أول الطرق السريعة بتايوان اسم سون يات سين. وجاء اسم سفينتين على اسمه، وحمل زروق حربي صيني اسم تشونج شان، وطراد أخر صيني اسم يات سين. وفي مدينة كلكتا شرق الهند، يحمل أحد أبرز شوارعها اسم سون يات سين.
وفي بينانغ بماليزيا، وفي المكان ذاته الذي ناشد فيه سين دعمًا ماليًا خلال «مؤتمر بينانغ»، تم تحويله غلى متحف يحمل اسم سون يات سين.
وإيمانًا بهذا الرجل، دشنت حركة «النهضة الثقافية الصينية» ضد الحزب الشيوعي في الصين، في يوم ميلاد سين في الثاني عشر من نوفمبر. وحافظ منزله في سنغافورة على اسمه مع تحويله إلى قاعة تذكارية. وتم افتتاح ممر يات سين التذكاري في بينانغ العشرين من نوفمبر 2010. وعرضت شهادة سين التي تثبت ولده في الولايات المتحدة علنًا في المعهد الأمريكي بتايوان يوم الاستقلال في الرابع من يوليو 2011.

### معالم تذكارية ومنشآت خارج آسيا

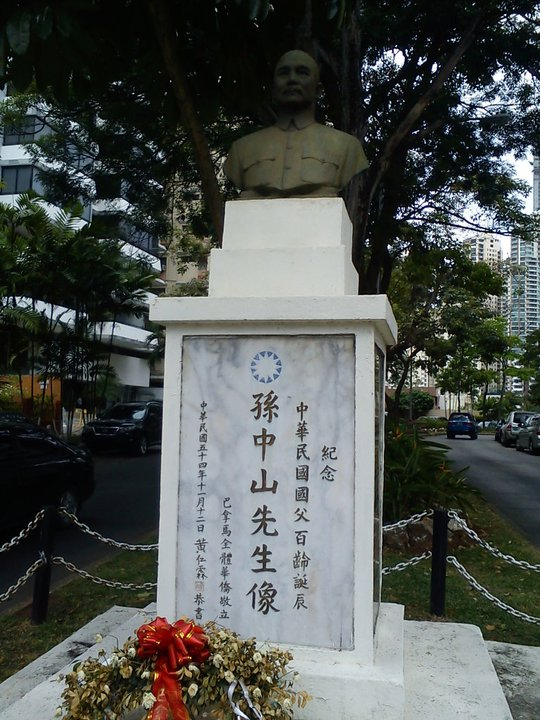
نصب تذكاري لسين، بنما

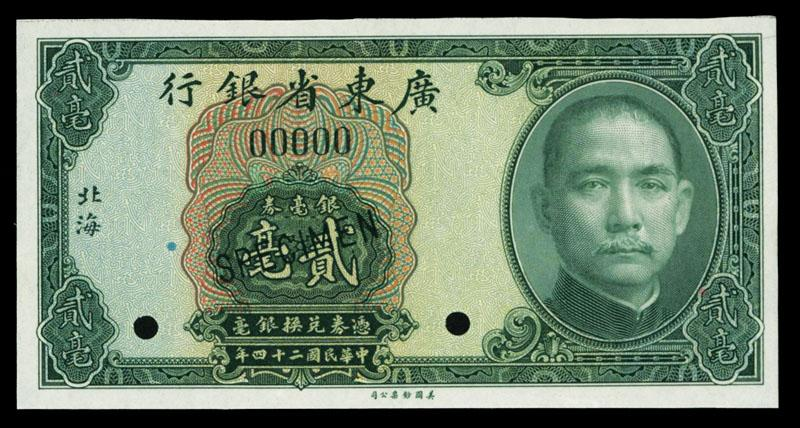
صورة سون يات سين على عملة صينية من فئة ال20 سنتًا

تحمل أكبر الحدائق الكلاسيكية الصينية خارج آسيا في مدينة فانكوفر اسم الدكتور سون يات سين. وتحمل الحديقة التذكارية الواقعة في الحي الصيني بهونولولو الاسم ذاته. وفي مدينة ساكرامنتور بولاية كاليفورنيا، يوجد تمثال من البرونز لصن أمام الجمعية الخيرية الصينية لساكرامنتو. ويجد تمثال أخر في منتزة «ريفرديل» في تورنتو بكندا. ويوجد جامعة سون يات سين بموسكو. وفي الحي الصيني بسان فرانسيسكو، تحوى ساحة سانت ماري تمثالًا من 12 قدمًا لسين. وفي الحي الصيني بلوس أنجلوس، يحوى «سنترال بلازا» تمثالًا له. وفي أواخر عام 2011، كشفت جمعية الشبان الصينيين بملبورن، خلال الاحتفال بمرور مائة عام على تأسيس الجمهورية الصينية، الستار عن تمثال تذكاري للدكتور سون يات سين خارج المتحف الصيني في الحي الصيني بملبورن.
وفي عام 1933، قامت إحدى حفيدات سين تدعى ليلي صن بالتبرع بكتب، وصور، وأعمال فنية، وهدايا تذكارية لمكتبة «كلية كابيولاني المجتمعية» كجزء من «المجموعة الآسيوية لسون يات سين». وخلال شهري أكتوبر ونوفمبر من كل عام، يتم عرض هذه المجموعة. وفي عام 1997، تم تدشين «مؤسسة سون يات سين بهاواي» على الإنترنت كمكتبة إلكترونية. وفي عام 2006، أطلقت ناسا اسم «تشونغشان» على أحد التلال المستكشفة على كوكب المريخ خلال «مهمة روفر لاستكشاف المريخ».

## في الثقافة الشعبية

### الأوبرا
قام الملحن الأمريكي هوانغ ريو بابتكار نمطًا غربيًا باللغة الصينية من ثلاثة فصول عام 2011، وأطلق عليه «الدكتور سون يات سين». وريو هي ملحن أمريكي ولد في الصين، تخرج في المعهد الموسيقي بكلية أوبرلين وكذلك مدرسة جوليارد. وقام كانديس موي-نجام تشونغ بكتابة نص الأوبرا.

### مسلسلات إذاعية وأفلام
جُسدت حياة سين في العديد من الأفلام المختلفة مثل «الأخوات سونج»، و«الطريق إلى الفجر». جاءت محاولات اغتياله في فيلم «حراس وقتلة». وجاء نضاله من أجل إنهاء حكم أسرة تشينغ الجزء الثاني من فيلم «حدث ذات مرة من في الصين». وخلال المسلسل التلفزيوني «نحو الجمهورية» تم تجسيد سون يات سين. وفي الذكرى المائة على تأسيس الجمهورية الصينية بفيلم "1911"، قام ونستون تشاو بدور سين.

### المسرح
وفي عام 2010، تم عرض مسرحية «الزهرة الصفراء فوق المنحدرات» (الصينية: 斜路黃花). وفي 2011، كان تعرف مجموعة للموسيقى الشعبية المندرينية باسم «طريق تشونغشان رقم 100» (الصينية: 中山路100號)، بتقديمها أغنية «أبو الأمة» (الصينية: 我們國父).

## روابط خارجية
- سون يات سين على موقع IMDb (الإنجليزية)
- سون يات سين على موقع الموسوعة البريطانية (الإنجليزية)
- سون يات سين على موقع ميوزك برينز (الإنجليزية)
- سون يات سين على موقع إن إن دي بي (الإنجليزية)